# Canal du Midi
Vous lisez un « article de qualité » labellisé en 2007.
Pour les articles homonymes, voir Midi.
Le canal du Midi est un canal de navigation français à bief de partage qui relie Toulouse à la mer Méditerranée depuis le xviie siècle. D'abord appelé « canal royal de Languedoc », il est renommé « canal du Midi » par les révolutionnaires en 1789. À partir de 1856, le canal latéral à la Garonne, qui double la Garonne de Bordeaux à Toulouse, prolonge le canal du Midi pour fournir une voie navigable de l'océan Atlantique à la mer Méditerranée : l'ensemble des deux canaux est dénommé « canal des Deux-Mers ».
Ouvrage d'art exceptionnel, considéré par ses contemporains comme le plus grand chantier du XVIIe siècle, le canal du Midi révolutionne le transport fluvial et la circulation dans le Midi de la France de l'Ancien Régime. Le défi, relevé par Pierre-Paul Riquet, son concepteur, est d'acheminer l'eau de la montagne Noire jusqu'au seuil de Naurouze, le point le plus élevé du canal. Louis XIV autorise le début des travaux par un édit royal d'octobre 1666. Supervisé par Pierre-Paul Riquet, le chantier dure de 1666 à 1681, sous le contrôle de Jean-Baptiste Colbert.
Longtemps utilisé pour le transport de marchandises, le canal du Midi est aujourd’hui reconverti au tourisme fluvial.
Le canal du Midi est l'un des plus anciens canaux d'Europe toujours en fonctionnement. Depuis 1996, il est inscrit sur la liste du patrimoine mondial de l'UNESCO.

## Présentation

### Localisation et profil du canal
Le canal du Midi se situe dans le sud de la France, en région Occitanie, dans les départements de l'Hérault, de l'Aude et de la Haute-Garonne, ainsi que du Tarn pour un bout de son système d'alimentation. Le bien inscrit au patrimoine mondial de l'UNESCO est composé de plusieurs tronçons :
- le tronçon principal qui relie Toulouse (Haute-Garonne), au niveau du port de l'Embouchure (Ponts-Jumeaux), à l'étang de Thau à Marseillan (Hérault) au lieu-dit Les Onglous[2] sur une longueur de 241 kilomètres. Le canal est relié au port de Sète par l'étang de Thau ;
- le tronçon de 36,6 km entre Moussan et Port-la-Nouvelle (Aude) qui incorpore une partie de l’ancien canal de la Robine ;
- les rigoles d'alimentation de 82 km qui se jettent dans le canal au seuil de Naurouze (Aude), déversant les eaux de la montagne Noire ;
- le canal de Saint-Pierre (1,6 km), aussi appelé canal de Brienne, qui relie le tronçon principal du canal à la Garonne, à l'amont du Bazacle à Toulouse ;
- le court tronçon (0,5 km) qui joint l'Hérault à l'écluse ronde d'Agde.

Le canal du Midi est un canal à bief de partage avec un versant situé du côté Atlantique d'une longueur de 57 km et l'autre du côté Méditerranée d'une longueur de 189 km. Le bief de partage du seuil de Naurouze constitue la section la plus élevée.
Le mouillage (profondeur du canal) est de 2 m en moyenne avec un minimum de 1,8 m. Le tirant d'eau garanti est de 1,4 m. La largeur au miroir (surface du canal) varie entre 16 m et 20 m. Enfin, la largeur au plafond (fond du canal) est de 10 m:57.

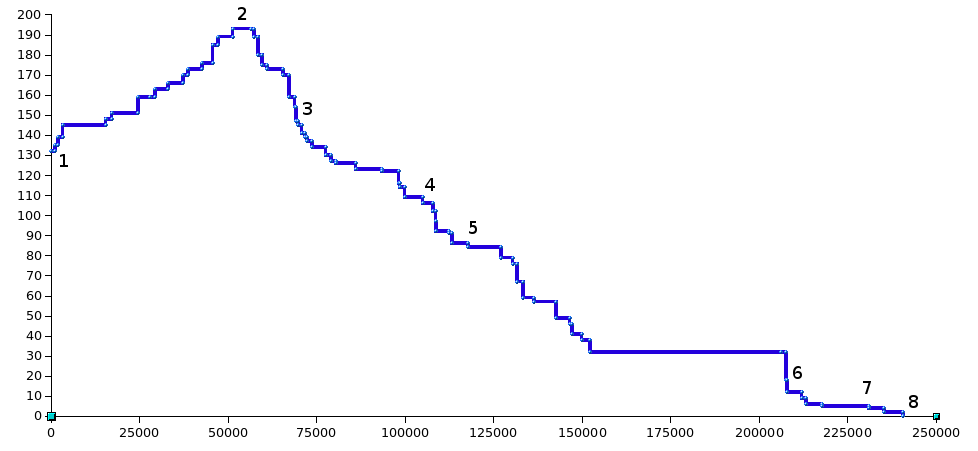
Profil du canal du Midi (distances en mètres en abscisse depuis la valeur 0 à Toulouse et hauteurs en mètres en ordonnée).

Le graphique ci-contre donne le profil du canal du Midi depuis Toulouse (1), en passant par le seuil de Naurouze (2), Castelnaudary (3), puis Carcassonne (4) et Trèbes (5). Le canal se poursuit à Béziers juste après le passage des écluses de Fonseranes (6), puis continue à Agde (7) et termine sa course à Sète dans l'étang de Thau (8). Le seuil de Naurouze est le point le plus élevé du canal (189 m) avec une dénivellation de 57,18 m entre le seuil et Toulouse et 189,43 m entre le seuil et Sète.
Le bief le plus long mesure 53,87 km entre l'écluse d'Argens (Aude) et les écluses de Fonseranes (Hérault) tandis que le bief le plus court (105 m) se situe entre les deux écluses du Fresquel.
Par convention, le sens Toulouse-Sète est dit « montant » et, dans le sens opposé, « descendant » quelles que soient les montées ou descentes dues à l'éclusage.
À Sète, le canal du Midi est prolongé par le canal du Rhône à Sète. Une branche latérale du canal du Midi, l'embranchement de La Nouvelle, passe par Narbonne et débouche sur la Méditerranée à Port-la-Nouvelle.

### Statut
Pour des raisons historiques, le canal du Midi présente une situation juridique originale, qui est codifiée en 1956 au code du domaine public fluvial et de la navigation intérieure, puis au code général de la propriété des personnes publiques. En vertu de l'article L. 2111-11 de ce code, le domaine public du canal reste fixé par référence au fief concédé jadis à Pierre-Paul Riquet, et ses limites sont fixées par des procès-verbaux établis en 1772. S'y ajoutent les logements du personnel et les entrepôts, ainsi que le réservoir de Lampy. Les articles L. 2124-20 à L. 2124-25 fixent les règles relatives à l'entretien du canal, lequel est globalement à la charge de la personne publique propriétaire, avec participation des communes et dans certains cas, des riverains.
Depuis la loi du 27 novembre 1897, l'État est le propriétaire du canal du Midi et délègue sa gestion aux Voies navigables de France sous tutelle du ministère chargé de l'environnement.

## Histoire

### Des projets sans lendemain

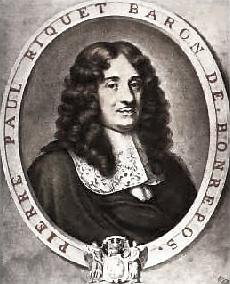
Portrait de Pierre-Paul Riquet, le concepteur du canal du Midi.

Le creusement d'un canal reliant les deux mers est une vieille idée. Nombreux et parfois utopiques sont les projets imaginés pour relier par un canal l'océan Atlantique et la mer Méditerranée. Des monarques comme Auguste, Néron, Charlemagne, François Ier, Charles IX et Henri IV y ont songé:11, car c'est un véritable enjeu politique et économique. En effet, la construction d'un tel ouvrage permet d'éviter aux bateaux (bateaux de commerce mais aussi galères du roi) et aux marchandises de prendre la mer et de contourner la péninsule Ibérique. À cette époque, le transport maritime comporte de nombreux dangers comme le brigandage, les pirates et corsaires barbaresques.
Les projets les plus réalistes sont présentés au roi au XVIe siècle. Un premier projet est présenté par Nicolas Bachelier en 1539 aux États de Languedoc, puis un second en 1598 par Pierre Reneau:23, et enfin un troisième projet proposé par Bernard Arribat de Béziers en 1617:8. Mais ces projets sont abandonnés car ils ne sont pas assez pensés au niveau de l'alimentation en eau du canal et proposent un système de dérivation des eaux des rivières des Pyrénées trop complexe voire impossible à mettre en œuvre. En 1650, un autre ingénieur propose aussi de détourner l'eau de l'Ariège à Cintegabelle pour l'amener par un canal non navigable jusqu'à Pech-David près de Toulouse. Mais, là aussi, se pose la question de mener l'eau jusqu'au seuil de Naurouze plus haut que Toulouse:9.
Les projets ne sont donc pas lancés par crainte de perdre trop d'argent et en raison des difficultés d'un tel projet, jugées immenses. Cependant, Pierre-Paul Riquet, un percepteur de la gabelle en Languedoc, propose un projet plus convaincant que les précédents. Lorsque Louis XIV reçoit sa proposition par l'entremise de l'archevêque de Toulouse, Charles-François d'Anglure de Bourlemont, en 1662, il y voit l'opportunité de priver l'Espagne d'une partie de ses ressources, et l'occasion de marquer son règne d'une œuvre impérissable.

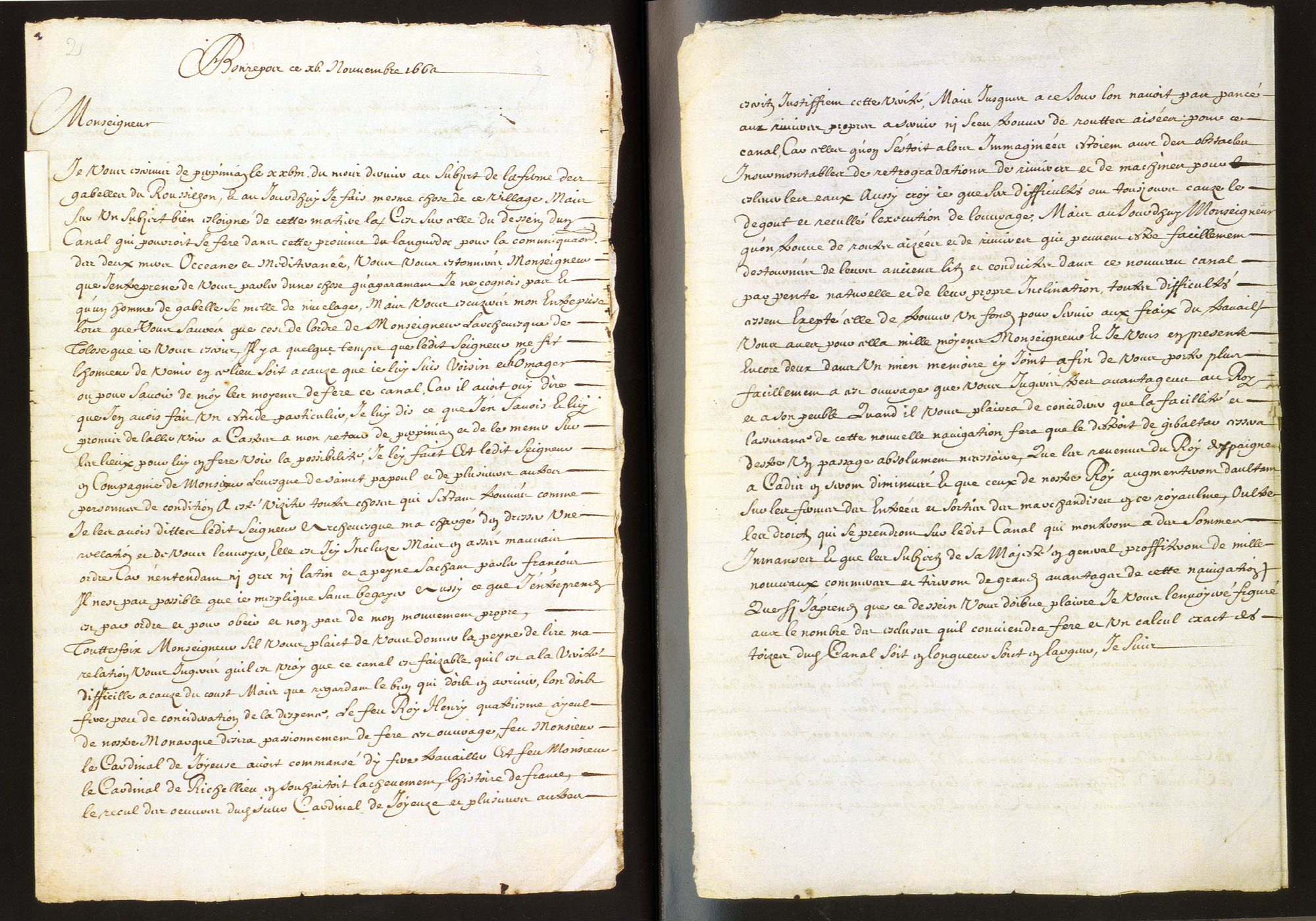
Photographie de la lettre, Archives du canal, Toulouse.

### Étude du projet

Le plan du projet.

La gestion des fleuves étant difficile, seul un canal s'impose entre l'océan Atlantique et la mer Méditerranée. Il est plus facile de gérer le débit d'un canal que celui d'un fleuve pour maintenir un trafic régulier tout au long de l'année. Le canal du Midi est un canal à bief de partage car il doit franchir une hauteur entre deux vallées. En effet, la construction de ce canal nécessite le passage du seuil de Naurouze ou du seuil de Graissens:13. Trente ans avant le commencement des travaux, l'étude d'un projet similaire a été confiée à une assemblée dont le père de Riquet fait partie.
En 1642 a été inauguré le canal de Briare, premier canal à bief de partage construit en France. Sa construction a été reprise en 1635 par les frères Boutheroue et Jacques Guyon. Son exploitation a montré les difficultés dues au manque d'eau au niveau du bief de partage en été. Hector Boutheroue, un jeune frère des concessionnaires du canal de Briare va intervenir comme expert en hydraulique auprès des États de Languedoc pour donner son avis sur les projets présentés sur ce canal. Riquet visite le canal de Briare à son inauguration. Le problème de l'alimentation au niveau de son point haut, le seuil de Naurouze, est rapidement devenu un enjeu pour assurer la faisabilité du canal. Riquet achète vers 1652 la seigneurie de Bonrepos puis, jusqu'en 1658, tous les droits sur l'eau de la communauté de Revel située à proximité. Cela lui permet de contrôler l'eau qui alimente Revel grâce à la rivière Sor et un canal de dérivation. C'est sa connaissance de l'hydrographie de la région de la montagne Noire qu'il parcourt avec le fontainier de Revel Pierre Campmas qui permet à Riquet de trouver la solution au problème de l'alimentation en eau du canal, en particulier en été, en faisant déboucher un canal de dérivation non pas dans le Sor et l'Agout mais au seuil de Naurouze en le faisant passer par le seuil de Graissens:19-21, 24 ; 192.

#### Points forts

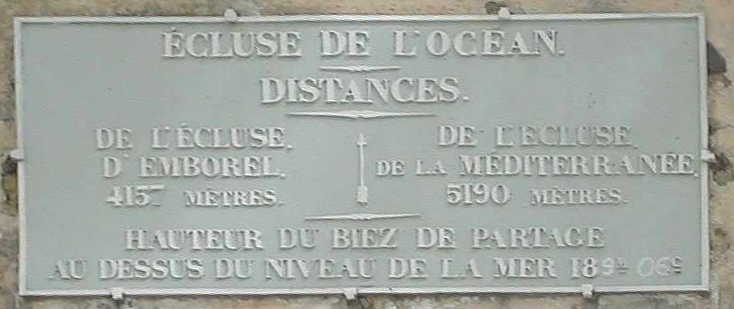
Panneau indiquant l'écluse de l'océan au seuil de Naurouze, là où le bief est le plus élevé avec 189 m d'altitude.

En 1660, Riquet trouve la solution du principal problème : l'arrivée d'eau au point de partage afin d'alimenter les deux versants du canal. Son idée consiste à récupérer l'eau qui coule dans la montagne Noire. Sa connaissance importante de l'hydrographie de la montagne Noire et du Sor lui permet d'imaginer un système d'irrigation ingénieux:24,. Il s'inspire de l'ingénieur français Adam de Craponne qui a mis en œuvre le même système d'alimentation pour le canal de Craponne.
Pour cela, il projette de récupérer les eaux de la montagne dans des barrages-réservoirs puis de les acheminer vers le seuil de Naurouze grâce à des rigoles en traversant le seuil de Graissens. L'eau du Sor passant près de Revel est la principale alimentation envisagée par Pierre-Paul Riquet. Mais d'autres rivières de la montagne Noire font aussi partie de son système d'alimentation comme la Rougeanne, le Laudot, le Rieutort, la Bernassonne et le Lampy:15. En effet, la montagne Noire est une région deux fois plus arrosée que la plaine du Lauragais avec 1 400 millimètres par an aux alentours de 500 à 600 m d'altitude:24, comment récupérer cette quantité d'eau importante ? Pour stocker l'eau des rivières, il projette la création de trois bassins : le réservoir du Lampy-Vieux, un bassin portuaire hexagonal à Naurouze et la retenue de Saint-Ferréol.
En 1664, durant l'expertise du projet, les États de Languedoc demandent à Riquet de mettre en pratique son idée de façon expérimentale. Il fait alors construire une rigole d'essai déviant l'eau du Sor jusqu'au seuil de Naurouze. C'est la rigole de la plaine qu'il termine en 1665 et qui sert à prouver qu'il est possible d'amener de l'eau jusqu'au point le plus élevé du parcours du canal:26. C'est l'événement qui rassure la commission d'experts que le roi a constituée sur place pour inspecter les choix et les plans dressés par Riquet. À partir de ce moment, Louis XIV sait que la construction du canal est techniquement possible:44.

#### Imprécisions de Pierre-Paul Riquet

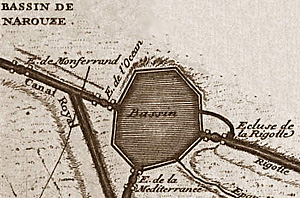
Le plan du bassin de Naurouze qui est abandonné plus tard à cause de son ensablement important.

Riquet étudie de façon approfondie l'alimentation du canal au niveau du seuil de Naurouze. Son étude semble rigoureuse et comporte une phase expérimentale avec la construction de la rigole de la plaine qui corrobore ses dires. Cependant, son projet reste imprécis sur de nombreux points notamment le tracé du canal. Ce tracé n'est pas définitif et n'est pas précis comme cela se fait aujourd'hui pour un projet autoroutier ou de ligne à grande vitesse. Seules les directions du tracé sont connues et pointées sur une carte. Des changements sur le tracé peuvent être opérés par l'entrepreneur suivant les difficultés rencontrées sur le terrain:50.
Du côté Atlantique, il propose plusieurs tracés : l'un passerait par Castres et Revel via le seuil de Graissens et l'Agout. En effet, cette rivière est en cours d'aménagement pour la navigation:386. Un autre tracé passe par la rivière Girou et évite Toulouse comme le tracé précédent. Du côté méditerranéen, le tracé n'est pas non plus fixé. Il utilise le Fresquel jusqu'à l'Aude, mais son arrivée sur la côte est d'abord envisagée au grau de la Nouvelle en passant par Narbonne.
En 1663, Riquet réalise des études de terrain pour enfin fixer le trajet du côté Atlantique par le seuil de Naurouze le long de la vallée de l'Hers-Mort jusqu'à Toulouse en aval de la Garonne. La partie navigable du fleuve se trouve en aval de Bazacle, une chaussée située au centre de Toulouse, bloquant la navigation. En effet, le canal ne pouvait éviter de passer par le cœur économique de la région. Il écarte donc ses tracés via Castres et par le Girou.

#### Techniques d'étude

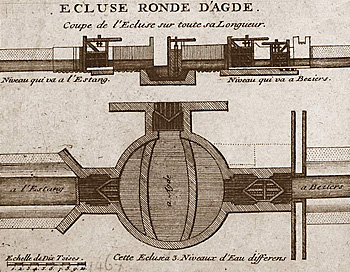
Le plan de l'écluse ronde d'Agde réalisé par Pierre-Paul Riquet.

Pierre-Paul Riquet n'a aucune formation technique et se forme sur le tas. Il pratique de façon régulière l'expérimentation et l'observation du terrain. Sa technique reste donc très empirique car à l'époque, les sciences appliquées et les techniques hydrauliques à travers des lois ou des concepts ne sont pas maîtrisées:45. Toutefois, Riquet a une démarche scientifique car il effectue systématiquement des mesures de débits et des calculs de volumes. De plus, pour pallier ses insuffisances techniques, il s'entoure de nombreux techniciens comme Hector Boutheroue, François Andréossy, géomètre et cartographe et Pierre Campmas, fontainier.
De même, il met en place des expérimentations comme la rigole de la plaine qui lui permet de prouver qu'il est possible d'amener l'eau jusqu'au seuil de Naurouze depuis la rivière Sor dans la montagne Noire. Il construit également dans sa propriété de Bonrepos une maquette du canal du Midi avec des écluses, des tunnels et des épanchoirs en respectant les pentes et en alimentant l'ensemble avec de l'eau:44.

### Contexte politique et économique
Le contexte économique du pays est assez difficile. Lorsque Colbert devient ministre, il estime que le commerce national et international n'est pas en faveur du royaume de France. Les Hollandais tirent un meilleur parti du commerce et de l'activité économique du pays. Le prix des céréales baisse beaucoup et la production de vin chute en 1660. Cette crise provoque la dépréciation des terres et les petites exploitations agricoles font faillite. De plus, le Languedoc est une région où les troubles ont été nombreux lors des conflits religieux ou pendant la Fronde. Il est difficile de mettre en place une politique dans cette région et notamment d'instaurer des taxes comme la gabelle:42.
Colbert voit donc en Pierre-Paul Riquet et son projet une façon de mener une politique d'expansion économique au service de l'absolutisme en Languedoc. En effet, Riquet se propose pour mettre en place la gabelle et pour construire le canal du Midi. Ainsi, la construction du canal permet de frayer un passage direct entre la mer Méditerranée et l'Atlantique sans passer par le détroit de Gibraltar contrôlé par les Espagnols, le but étant de ruiner le commerce espagnol et de mettre en place un flux commercial à travers le Languedoc. Le Lauragais dispose de nombreuses ressources comme le blé, le vin du Minervois, des draps, la soie et le sel que les producteurs ont du mal à exporter faute de moyens de commerce:43. À travers le canal du Midi, Colbert espère diffuser les matières premières dans les différentes régions du Midi, renforcer le pouvoir royal et désenclaver Toulouse et sa région:13.

### L'édit de Louis XIV et le financement du projet
Même si le projet semble bancal, Louis XIV autorise le lancement des travaux par un édit royal en octobre 1666 après l'accord de Colbert et d'une commission d'experts qui se penche sur le tracé du canal pendant plusieurs mois. Le projet bénéficie notamment de l'appui de l'ingénieur en fortifications et hydraulicien Louis Nicolas de Clerville qui use de son influence auprès de Colbert pour faire démarrer le projet. L'édit précise l'autorisation de la construction du canal, sa mise en adjudication et son attribution à son concepteur, Pierre-Paul Riquet, et à ses descendants. Il donne aussi des droits d'expropriation à Riquet et décrit la possibilité de construire des moulins, des entrepôts et des habitations pour le fonctionnement du canal. Le projet forme un « fief » exempt d'impôts dont le propriétaire aura les droits de pêche et de chasse. Enfin, il décrit les modalités de fonctionnement notamment la mise en place de péages, l'organisation du trafic et la propriété des embarcations. Le roi prend la décision de céder la propriété et l'exploitation de l'ouvrage à un particulier afin de s'affranchir des éventuels inconvénients d'un ouvrage si grand. Ce système garantit la continuité de l’entretien et du fonctionnement du canal, même si les finances de l'État sont au plus bas:57.
Les travaux sont lancés en deux phases appelées chacune « entreprise ». La première consiste à relier Toulouse à Trèbes et est estimée à 3 600 000 livres:16. Mais les finances de l'État ne sont pas florissantes et les États de Languedoc ne sont pas prêts à financer un tel projet de peur que leurs fonds soient utilisés pour des dépenses imprévues:46. Alors, en échange du droit de propriété et d'exploitation du canal, Pierre-Paul Riquet propose de financer sur ses fonds propres une partie des travaux. Le reste est payé par l'État en échange des bénéfices que Riquet réalise avec la taxe sur la gabelle. La deuxième entreprise de travaux, entre Trèbes et l'étang de Thau, en décembre 1668, coûte 5 832 000 livres ainsi qu'un million de livres supplémentaires pour la reprise des travaux du port de Sète:51.
En définitive, alors que le budget initial est de six millions de livres, l'ensemble des travaux coûte entre 17 et 18 millions de livres de l'époque, une somme avancée pour 40 % par le Roi, 40 % par la province et 20 % par Riquet lui-même. Riquet se fait prêter par Pierre Louis Reich de Pennautier 500 000 livres pour terminer l'ouvrage,. Les descendants de Riquet continuent de payer deux millions de livres pendant plus de 50 ans:72.

### Réalisation du canal

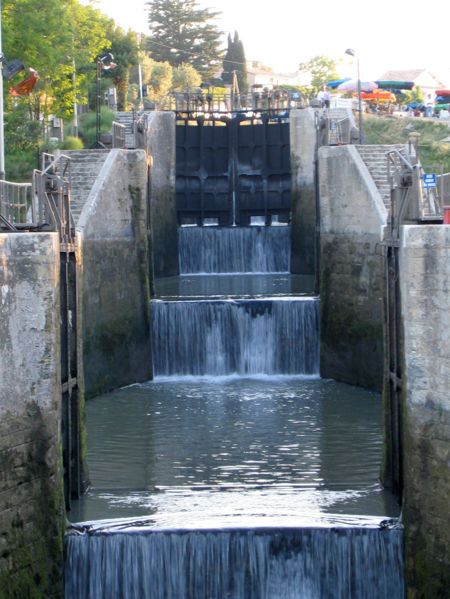
L'escalier des écluses de Fonseranes, à Béziers.

La première « entreprise » des travaux débute le 1er janvier 1667 avec la construction de la rigole de la plaine, puis se poursuit le 15 avril 1667 avec la pose de la première pierre du lac de Saint-Ferréol:18. À l'origine, Riquet veut construire une dizaine de réservoirs mais le commissaire général des fortifications, Louis Nicolas de Clerville, lui demande de les remplacer par un seul réservoir. Il s'agit là d'une grande nouveauté pour l'époque, aucun lac-réservoir de cette ampleur n'a jamais été réalisé auparavant. En novembre 1667, la première pierre de l'écluse de la Garonne à Toulouse, et donc du canal, est posée lors d'une cérémonie officielle en présence des représentants du parlement de Toulouse, des capitouls et de l'archevêque de Toulouse, d'Anglure:79. La première mise en eau est réalisée entre le seuil de Naurouze et Toulouse durant l'hiver 1671-1672 et la première circulation de bateaux peut débuter. En 1673, le tronçon Naurouze-Trèbes est achevé, marquant la fin de la première « entreprise de travaux ».
Dès 1671, débute la deuxième entreprise qui consiste à relier Trèbes à la mer Méditerranée et à construire le port de Sète (à l'époque orthographié Cette, emplacement choisi et port construit par Clerville). Cette partie du canal pose des problèmes au niveau de la jonction entre l'étang de Thau et Trèbes car le canal doit traverser le cours de l'Hérault et celui du Libron. Pour contourner le problème, l'ingénieur Riquet met en place un système de vannes et de caissons pour le Libron ainsi qu'une écluse ronde à trois portes pour l'étang de Thau et l'Hérault:64. L'écluse ronde d'Agde permet de passer un bief du canal du Midi mais aussi d'accéder à l'Hérault. Cette partie du canal pose aussi des problèmes au niveau du seuil d'Ensérune et de la descente vers Béziers dans la vallée de l'Orb. Riquet résout ces problèmes d'une part en creusant la voûte de Malpas, et d'autre part en construisant à Fonseranes une enfilade de huit sas d'écluses jusqu'à l'Orb. En 1681, les travaux du canal se terminent à Béziers. Cependant, en octobre 1680, Pierre-Paul Riquet meurt durant les travaux. Il ne voit donc pas la fin de son projet. C'est l'ingénieur du roi, Ponce Alexis de La Feuille de Merville, qui prend le relais.
En mai 1681, le canal est complètement inspecté sur ordre du roi afin de vérifier les travaux et la bonne étanchéité du canal. Il est alors officiellement ouvert à la navigation le 15 mai 1681. Lors de l'inauguration du canal à Toulouse, l'intendant du roi et le président des États de Languedoc sont les premiers à voyager sur le canal. Leur embarcation est suivie de nombreuses autres transportant notamment du blé. Après ce voyage inaugural, le canal est remis à sec car les travaux ne sont pas complétement terminés ; ils ne le sont qu'en décembre 1682:53. Le canal est ouvert au trafic en mai 1683 et l'arrêté de réception des travaux publié en mars 1685:69.

#### Organisation du travail et conditions sociales

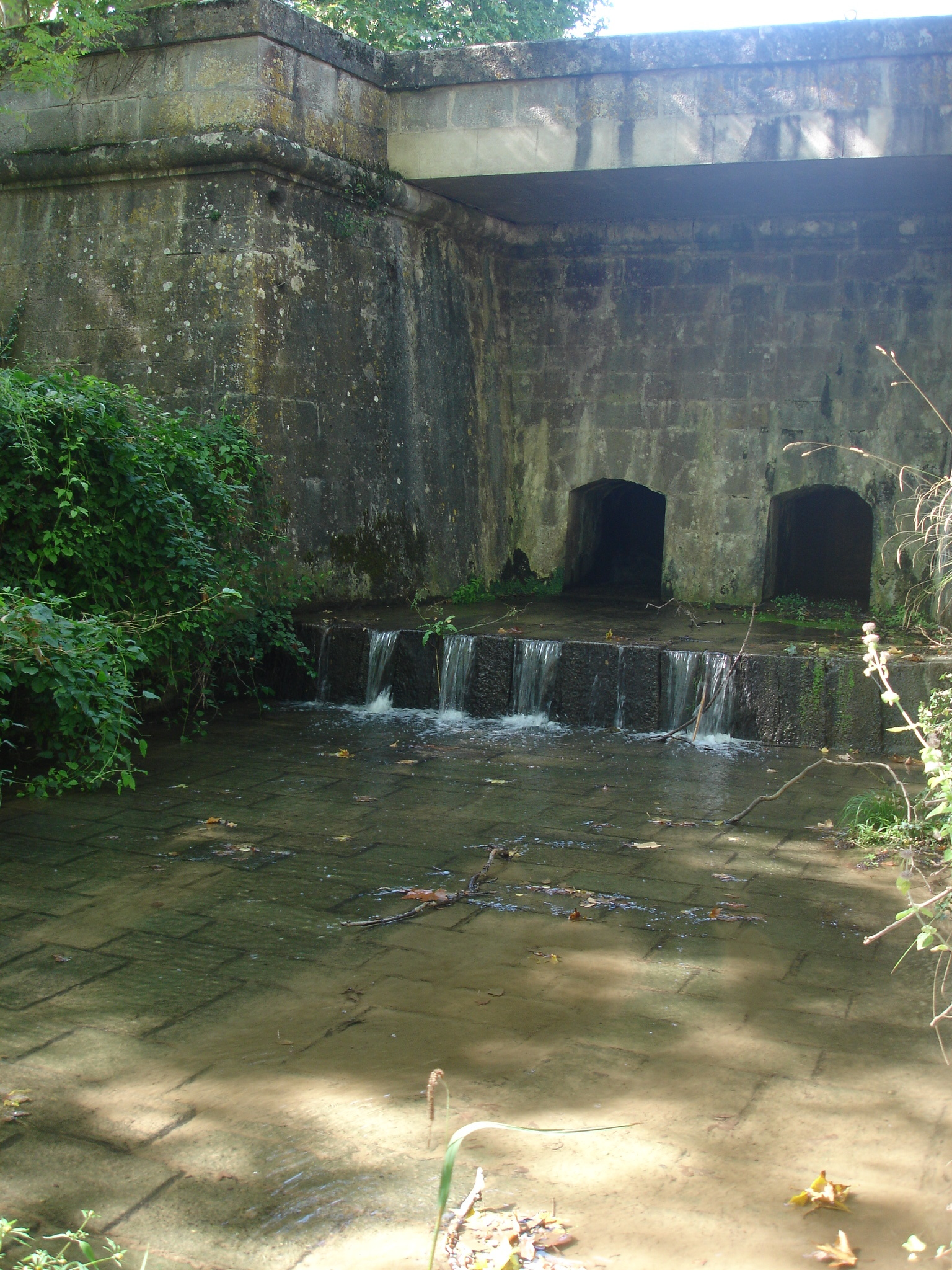
L'épanchoir de Naurouze construit par les tailleurs de pierre.

Riquet se refuse, comme l'y autorise le roi, à employer des paysans suivant le régime de la corvée, et plus particulièrement de la corvée royale comme cela est pratiqué pour la construction des routes par Charles Trudaine. Pendant quinze ans, Riquet embauche des hommes et des femmes (environ un tiers) entre 20 et 50 ans qu'il organise en sections formant des ateliers dirigés par un contrôleur général. Le chantier atteint un maximum de 12 000 ouvriers. Cette rationalisation du travail permet d'optimiser les tâches et de réaliser plusieurs chantiers à la fois. L'ensemble des travaux est manuel et le creusement du canal se fait à la pelle et à la pioche, les hommes transportent la terre sur des civières, les femmes sur leur tête. La main d'œuvre est constituée de paysans et d'ouvriers locaux dont le nombre fluctue d'une période à l'autre de l'année. Pierre-Paul Riquet fait alors appel aux militaires pour pallier cette fluctuation. Il met aussi en place la mensualisation des payes des ouvriers pour les fidéliser:18. Il propose aussi le logement pour deux deniers par jour.
Les conditions financières et sociales d'emploi de ces ouvriers sont très favorables et inhabituelles pour l'époque. Pour garder sa main-d'œuvre, Riquet paye assez bien ses ouvriers. Mais surtout, il offre des avantages sociaux inconnus auparavant comme les jours de pluie chômés, les dimanches et les jours de fête rémunérés et enfin les congés maladie. Le contrat de travail est individuel et se fait par recrutement libre. La paye est au début de 20 sols par jour, le double d'un salaire agricole. Mais, face au mécontentement des propriétaires agricoles qui peinent à recruter, Riquet baisse la paye à 15, puis 12 sols par jour. En 1668, il instaure le paiement mensuel de 10 livres:55.

#### Métiers et moyens mis en œuvre
Plusieurs métiers se rencontrent sur les chantiers du canal en plus des ouvriers saisonniers qui sont le plus souvent des agriculteurs. Les maçons et les tailleurs de pierre sont chargés de la construction des ouvrages d'art comme les ponts, les écluses et les épanchoirs. Les forgerons et les niveleurs sont chargés de l'entretien de l'outillage. Les charretiers et les voituriers, les maréchaux-ferrants et les propriétaires de moulins à scies sont aussi réquisitionnés pour les travaux.
Les ouvriers sont organisés en sections contrôlées par des capitaines et des brigadiers. Enfin, Pierre-Paul Riquet est entouré de proches collaborateurs comme les contrôleurs généraux et les inspecteurs généraux du canal:56.
L'outillage des ouvriers est rudimentaire : pioches, houes et pelles pour creuser, paniers et civières pour le transport des matériaux. Ce matériel est fourni aux ouvriers qui doivent l'entretenir eux-mêmes. La poudre est utilisée pour faire exploser la roche.

### Inauguration
En 1681, la première inspection a lieu « à sec ». Le roi désigne une commission, composée d'Henri d'Aguessau, intendant du Languedoc, de Ponce Alexis de La Feuille de Merville, commis à la surveillance des travaux du canal, du jésuite Matthieu Mourgues, des deux fils et des deux gendres de Pierre-Paul Riquet, ainsi que de MM. Andréossy, Gilade et Contigny. Cette commission embarque à Béziers le 2 mai 1681 et remonte le canal vers Toulouse durant six jours. Le remplissage se fait au fur et à mesure de l'avancement des vérifications jusqu'à Castelnaudary (le tronçon Toulouse - Castelnaudary est en eau depuis 1672).
L'inauguration proprement dite a lieu juste après cette première inspection. Les mêmes personnalités rembarquent à Toulouse le 15 mai 1681+ sur une barque amirale, suivie de dizaines d'autres embarcations. Le cardinal Pierre de Bonzi, archevêque de Narbonne et président-né des États de Languedoc se joint au cortège, qui arrive à Castelnaudary le 17 mai. Une grande cérémonie religieuse a lieu le 18 mai à l'église Saint-Roch, suivie d'une procession vers le canal, pour bénir l'ouvrage, le convoi et l'assemblée présente.
Le convoi reprend sa navigation le 20 mai, avec des arrêts le 20 au soir à Villepinte, le 21 à Pennautier, le 22 à Puichéric et le 23 à Roubia. Le 24 mai, c'est le passage dans le tunnel de Malpas, ainsi que le franchissement des écluses de Fonseranes, et l'arrivée le soir à l'écluse ronde d'Agde. Le cardinal et les évêques descendent à Béziers le même jour. Le lendemain 25 mai, jour de Pentecôte, le convoi traverse l'étang de Thau pour aller mouiller à Sète.

### Travaux supplémentaires
En 1686, Vauban est chargé d'inspecter le canal. En effet, cinq ans après son inauguration, celui-ci fonctionne mal. Riquet, qui craignait de manquer d'eau pour alimenter le canal, a fait déboucher de nombreux ruisseaux directement dans le canal. Mais ceux-ci lors des crues d'orage apportent du sable et quantité d'alluvions si bien que le canal est constamment menacé de comblement. De plus, le système d'alimentation du réservoir de Saint-Ferréol, principale réserve en eau du canal, s'avère peu efficace:21.

Le canal du Midi à Toulouse, 1901, Eugène Trutat. Conservé au muséum de Toulouse.

Vauban ordonne à Antoine Niquet, ingénieur des fortifications pour le Languedoc, de nouveaux travaux au niveau de la montagne Noire avec le percement de la voûte aux Cammazes pour prolonger la rigole de la montagne et le renforcement du barrage de Saint-Ferréol pour augmenter sa capacité. Il fait aussi construire de nombreux ouvrages maçonnés pour isoler les cours d'eau qui se jettent dans le canal, ainsi que des épanchoirs pour réguler le niveau de l'eau. Il édifie quarante-neuf aqueducs et ponts-canaux dont ceux de la Cesse, de l'Orbiel et de Pechlaurier. Enfin, il renforce une grande partie des ouvrages et des digues initialement construits par Riquet. Ces travaux, qui durent jusqu'en 1694, améliorent grandement l'alimentation et la gestion de l'eau. Antoine Niquet a la charge de la surveillance du canal jusqu'en 1726.
Cependant, le canal du Midi présente encore des lacunes car il ne passe pas par Carcassonne ni par Narbonne et ne rejoint pas le Rhône. De plus, pour rejoindre Bordeaux, il faut emprunter la Garonne aux débits variables et aux crues violentes. Le canal de Jonction est creusé de 1775 à 1780 et permet de rejoindre Narbonne via le canal de la Robine et le port de commerce de Port-la-Nouvelle. En 1776, le canal de Brienne permet de contourner la chaussée du Bazacle, un gué sur la Garonne à Toulouse. La liaison entre l'étang de Thau et le Rhône est également achevée en 1808 sous la direction de l'ingénieur des ponts et chaussées Victor Dalmas:22-23. En 1810, le détournement du canal permet à Carcassonne d'être reliée au canal du Midi. Enfin, en 1857, le canal latéral à la Garonne est mis en eau entre Toulouse et Castets-en-Dorthe. L'ensemble de ces travaux marque le complet achèvement de la liaison entre l'océan Atlantique et la mer Méditerranée dont rêvait Pierre-Paul Riquet.

## Fonctionnement et vie du canal

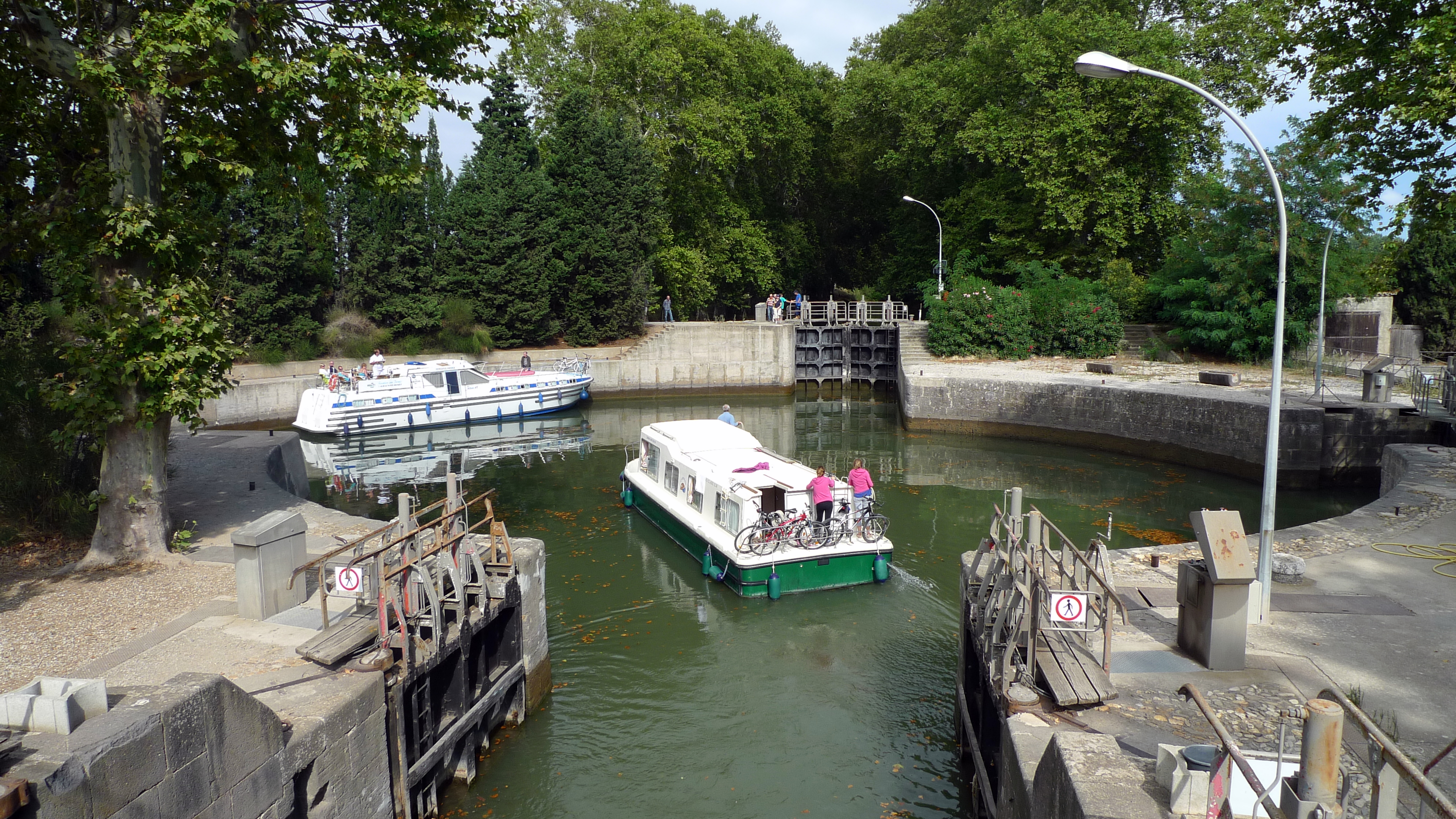
Des plaisanciers dans l'écluse ronde d'Agde.

Autrefois, utilisé pour le transport de marchandises et de personnes, le canal du Midi est aujourd'hui essentiellement fréquenté par les plaisanciers et les touristes.

### Gestion
La gestion du canal est assurée dans un premier temps par les descendants de Riquet. C'est l'aîné Jean-Mathias qui prend le contrôle du fief jusqu'en 1714, puis Victor-Pierre-François jusqu'en 1760, puis Victor-Maurice et enfin Jean-Gabriel. La famille Riquet met très rapidement en place une organisation pyramidale avec un « directeur général du Canal » qui régit un ensemble de directeurs responsables d'une zone géographique du canal. Sept zones sont définies d'ouest en est : Toulouse, Naurouze, Castelnaudary, Trèbes, Le Somail, Béziers et Agde. Chaque directeur est responsable des travaux d'entretien de sa zone ; il est épaulé par un receveur et un contrôleur. Plusieurs centaines d'éclusiers ont la charge des écluses du parcours. Cette organisation facilite le contrôle et engendre des lignées d'employés.
À Toulouse, un groupe de trois personnes forme un comité de direction : le directeur général des travaux, le receveur général qui fixe les taxes et le contrôleur général chargé de la comptabilité. La gestion du canal assure l'apport d'argent afin de payer les divers travaux et le personnel embauché pour le canal. Dans les années 1770, les taxes rapportent un produit annuel de 640 000 livres, consacré pour moitié à l'entretien et aux salaires, et pour moitié aux bénéfices et aux fonds pour des travaux exceptionnels. En 1785, ce bénéfice augmente jusqu'à 950 000 livres, ce qui est une somme très importante pour l'époque:93.

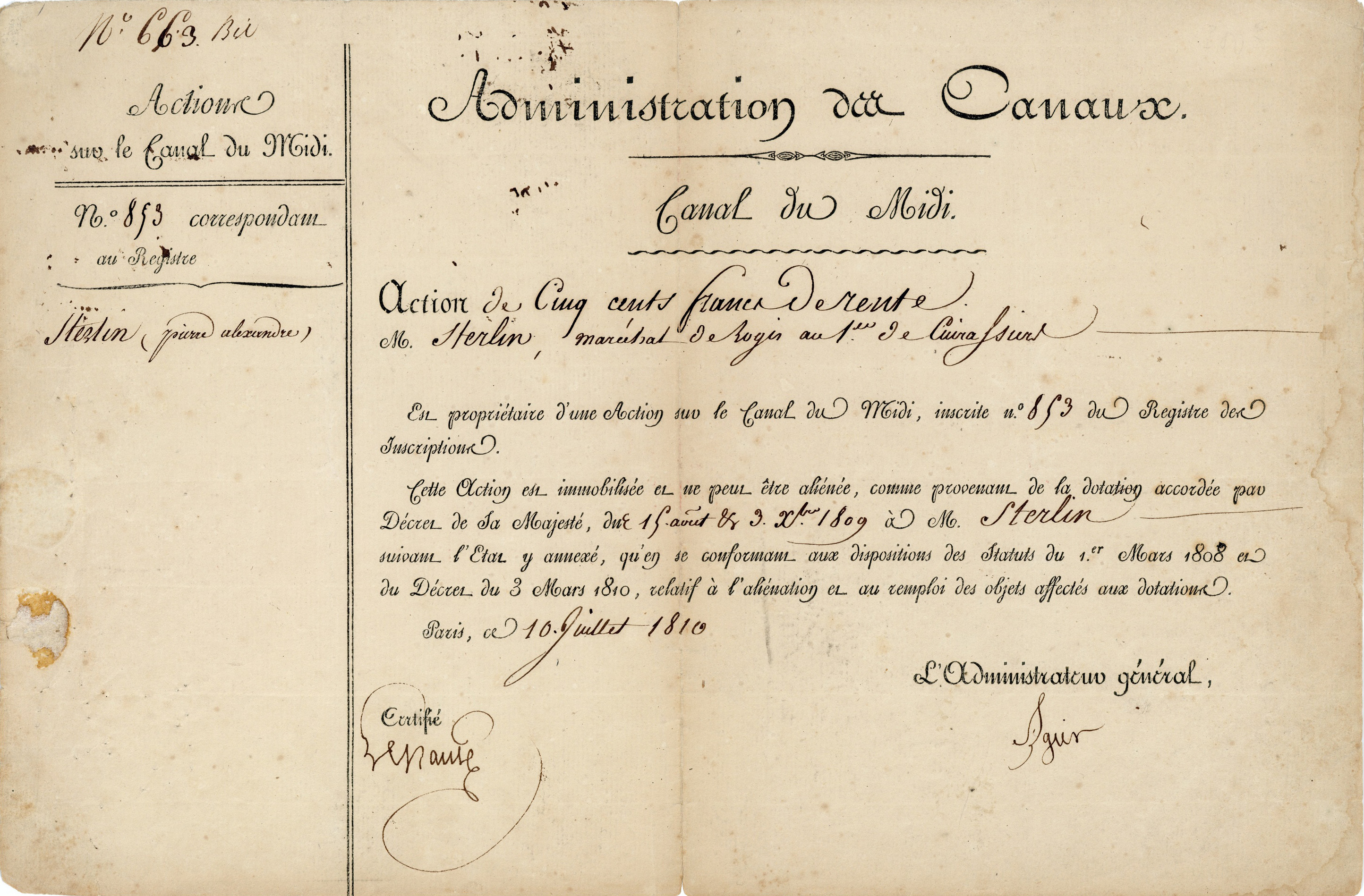
Action du Canal du Midi de 500 francs, émise à Paris le 10 juillet 1810 au nom du quartier-maître du 1er régiment de cuirassiers Monsieur Sterlin. Fondée le 10 mars 1810 par Napoléon Bonaparte au capital de dix millions de francs, divisé en 1000 actions de 10000 francs chacune, avec un dividende annuel fixe de 500 francs.

Sous Napoléon Ier, les actions du canal sont constituées en majorat au profit de proches de l'empereur.
Le 20 mai 1858, la Compagnie du canal du Midi signe un traité avec la Compagnie des chemins de fer du Midi et du Canal latéral à la Garonne, concessionnaire de la ligne de Bordeaux à Sète. Ce traité prévoit que la Compagnie des chemins de fer du Midi prend à bail pour une durée de quarante ans le canal et ses dépendances. Une convention signée entre le ministre des Travaux publics et la Compagnie des chemins de fer du Midi le 29 mai suivant entérine le traité. Cette convention est approuvée par un décret impérial le 21 juin 1858.
Par une convention signée le 3 novembre 1896 entre le ministre des Travaux publics et la Compagnie du canal du Midi, l'État rachète le canal à l'échéance du bail de la Compagnie des chemins de fer du Midi et du Canal latéral à la Garonne, le 30 juin 1898. Cette convention est approuvée par une loi le 27 novembre 1897.
Depuis 1991 et la création de Voies navigables de France, le canal est géré par la direction territoriale Sud-Ouest de VNF.

### Entretien

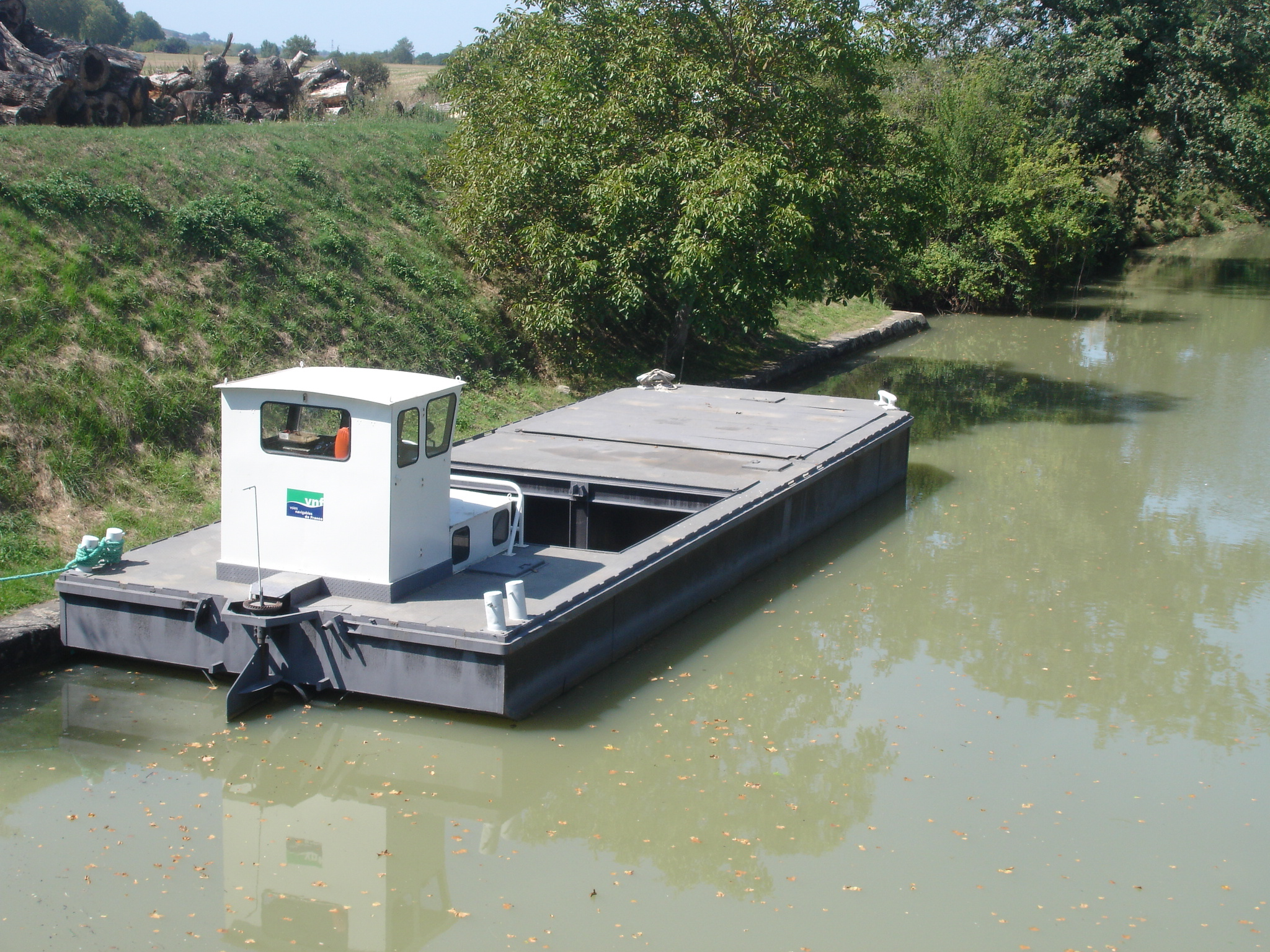
Aujourd'hui, l'entretien du canal se fait grâce aux péniches des Voies navigables de France.

L'entretien du canal constitue un vrai problème pour les descendants de Riquet. Malgré les nombreuses précautions, le canal s'ensable et s'envase avec les alluvions provenant de l'eau d'alimentation. De plus, il se comble avec les branchages et les feuilles des arbres. Chaque hiver, une période de chômage permet de nettoyer le canal. Il faut recreuser le lit du canal tous les ans pendant deux mois. Ces travaux coûtent cher et deux mois ne suffisent pas toujours. Un autre problème est l'envahissement du canal par des herbes au niveau des retenues et des épanchoirs. Aucune méthode ne permet d'éradiquer ce fléau. En 1820, le dragage est mis en place pour arracher les herbes et remonter la couche de vase.
Enfin, la pluie, le gel et la sécheresse obligent les gestionnaires à avoir un œil sur tout le parcours du canal afin de réparer les fuites et brèches qui peuvent s'ouvrir. Aujourd'hui encore, le canal est soumis aux mêmes contraintes et les gestionnaires doivent assurer les mêmes travaux. Ils sont désormais mécanisés. Environ 350 employés sont mis à disposition du gestionnaire Voies navigables de France par le ministère de l'Écologie, de l'Énergie, du Développement durable et de l'Aménagement du territoire afin d'assurer l'entretien.

### L'économie autour du canal jusqu'auXIXesiècle

#### Les embarcations

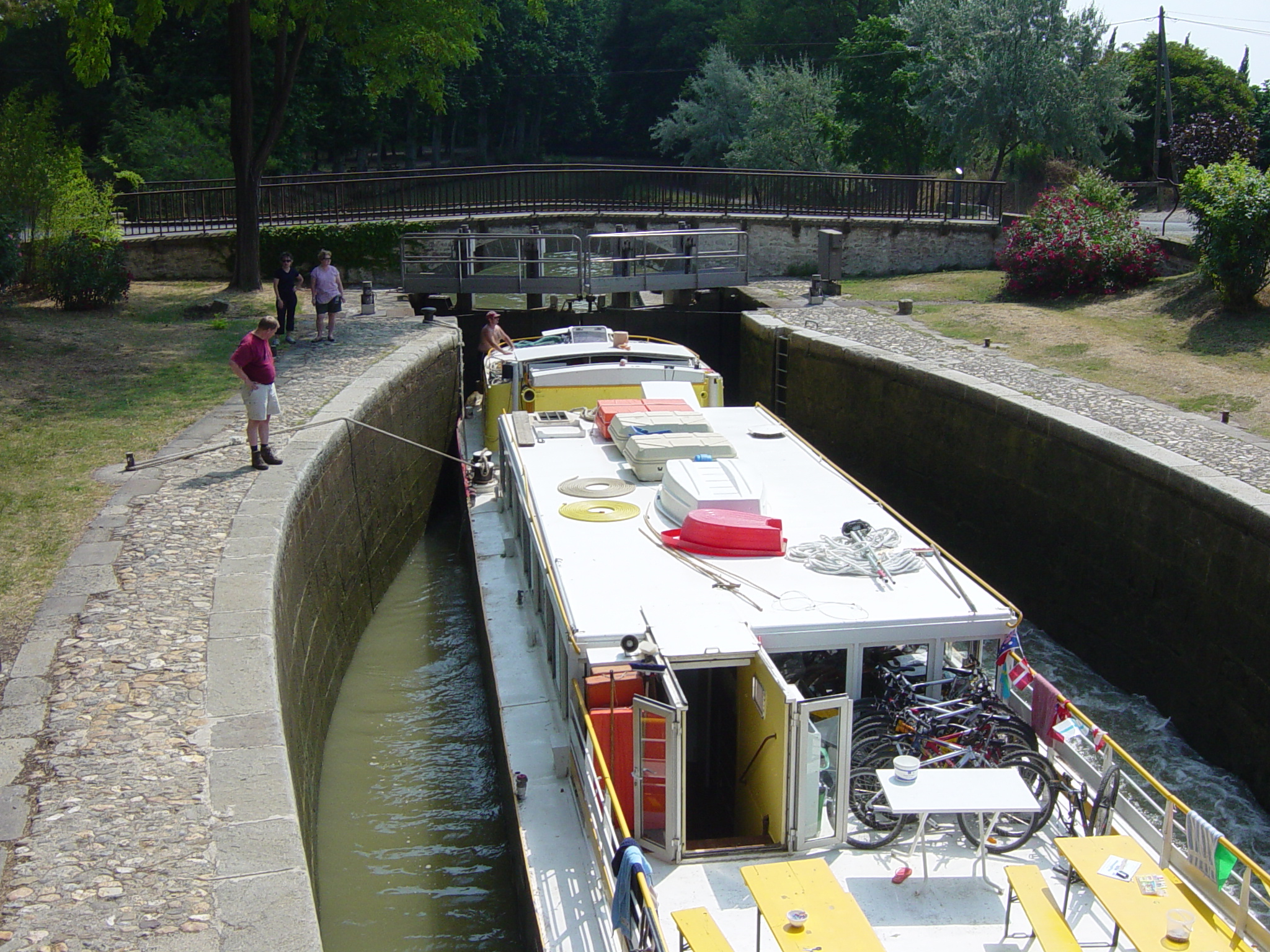
La péniche Le Tourville dans le sas de l'écluse de l'Aiguille, une embarcation de 2006.

À son ouverture, le canal est emprunté par une majorité de barques destinées au transport de marchandises. Ces bateaux mesurent une vingtaine de mètres de long et sont halés par des chevaux ou des hommes:25. Durant 250 ans, les chevaux tirent de nombreuses embarcations comme de rapides coches d'eau ou de longues barques marchandes. Le cheval peut tracter jusqu'à 120 fois son poids lorsque la charge se trouve sur l'eau. La traction animale est alors un élément stratégique du fonctionnement d'un canal. Le tonnage des navires augmente au cours des siècles, passant de 60 t à l'origine jusqu'à 120 t au début du XIXe siècle. Des barques propres au canal et appelées « barque de patron » ou « barque du canal », sillonnent aussi le parcours. En 1778, on en compte jusqu'à 250.
Les barques de poste qui transportent les voyageurs sont des embarcations de quelques dizaines de mètres possédant un simple abri sur le pont. Ces barques évoluent pour devenir plus rapides, plus luxueuses avec des salons et plus grandes puisque les plus importantes pouvaient atteindre 30 m de long. Les services à l'intérieur de ces bateaux aussi évoluent avec des premières classes dans des salons privés et des secondes classes dans une salle commune. Durant les grandes heures du canal, certains bateaux comportent des salons de première classe où l'on sert à dîner.
L'année 1856 est l'année record pour l'activité marchande, avec plus de 110 000 000 de tonnes-kilomètres de marchandises et près de 100 000 passagers transportés. La concurrence du rail la fait ensuite décliner. En 1914, le canal compte encore 126 bateaux de patrons, 70 bateaux d'armateurs et de compagnie et 300 chevaux et 75 mulets:132, qui sont ensuite progressivement remplacés par des péniches à moteur (c'est chose faite dans les années 1930) qui relancent en partie le trafic marchand sur le canal. Mais la batellerie commerciale et marchande disparaît définitivement vers la fin des années 1980.

#### Transport de personnes et courrier
| Évolution du nombre de passagers | Évolution du nombre de passagers | Évolution du nombre de passagers |
| Année                            | Nombre de passagers              | Nombre de passagers              |
| -------------------------------- | -------------------------------- | -------------------------------- |
| 1682 (sur 6 mois)                | 3 750                            |                                  |
| 1740                             | 12 500                           |                                  |
| 1783                             | 29 400                           |                                  |
| 1831                             | 71 000                           |                                  |
| 1854                             | 94 000                           |                                  |
| 1856                             | 100 000                          |                                  |

Dès sa mise en service, le canal est utilisé pour le transport des voyageurs et du courrier. Un service de « malle-poste » est mis en place sur des bateaux empruntant le canal. Comme pour les diligences de la malle-poste, les bateaux sont tirés par des chevaux sur les chemins de halage. Ce type de transport est considéré comme moderne pour l'époque, grâce à sa régularité, son confort, sa sécurité et sa rapidité qui constituent une amélioration par rapport à la route. De plus, le trajet peut s'effectuer toute l'année. La durée du voyage est de quatre jours de Toulouse à Sète.
Cette durée est réduite à 32 heures en 1855, ce qui correspond à une vitesse de 11 km/h, grâce au remplacement fréquent des chevaux (tous les 10 kilomètres) qui tirent les bateaux. En outre, plutôt que de franchir les multiples écluses, les voyageurs sont transférés d'une embarcation à une autre, ce qui permet de gagner du temps et d'économiser l'eau qui s'écoule lors de l'ouverture des écluses. Enfin, les trajets se déroulent également de nuit pour gagner encore du temps.
En 1684, le voyage Toulouse-Agde coûte une livre et demie. Le tarif est fixé par lieue renseignée par une colonne. Ainsi, un bourgeois paie trois sols par lieue tandis qu'un valet ou un matelot paie un sol et demi par lieue. Des bureaux de paiement se trouvent tout le long du parcours. Chaque bureau indique le tarif et fournit les distances entre deux bureaux.

#### Marchandises: blé, vins, etc.
Le canal relance le commerce du blé et du vin en Languedoc, son but principal. Ce trafic commercial a pour effet d'enrichir très rapidement les descendants de Riquet. Le blé, le vin et l'alcool peuvent être exportés du Lauragais vers Toulouse, Bordeaux et Marseille. Le canal a pour effet d'élargir la zone de vente des producteurs du Languedoc. Dans les années 1730-1740, ce commerce est prospère et les structures agricoles s'améliorent fortement. Le canal permet aussi d'importer en Languedoc des produits d'autres régions, comme le savon de Marseille, le riz, l'amidon, du poisson séché ou encore des épices et des teintures. Cependant, il ne sera jamais la grande voie internationale ambitionnée par les rois de France, car son gabarit et son trafic se limite à des échanges nationaux voire locaux:80-81.
Le tarif du transport des marchandises dépend de la matière transportée. Ainsi, au XVIIe siècle, le transport du blé coûte douze deniers par quintal, et celui de l'avoine six deniers par quintal.

### Déclin: la concurrence du rail

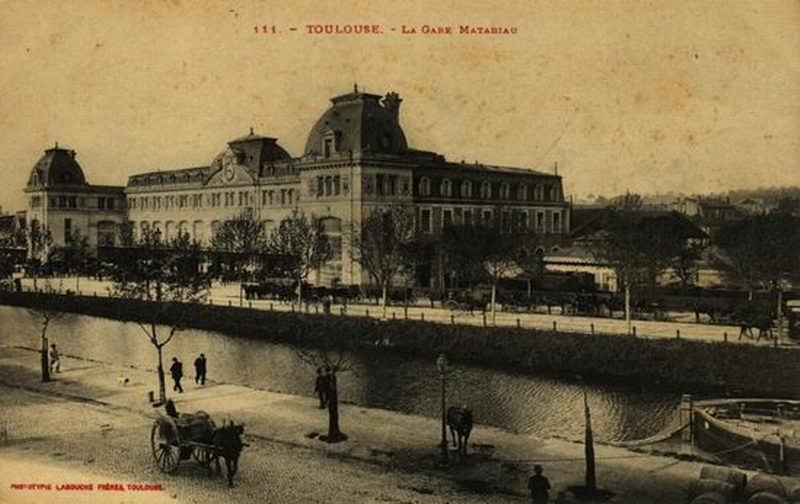
Le canal du Midi devant la gare de Toulouse Matabiau (inaugurée en 1866) en pleine expansion.

Le canal enrichit la région et ses propriétaires, mais il ne devint pas la voie internationale, entre l'océan et la méditerranée, que l'on escomptait à l'époque de son ouverture. Après deux cents ans d'exploitation, le canal commence à souffrir de la concurrence du chemin de fer puis de la route. Il connaît son apogée au milieu du XIXe siècle.
Lorsque la Compagnie des chemins de fer du Midi et du Canal latéral à la Garonne, aussi concessionnaire de la ligne de chemin de fer de Bordeaux à Sète, obtient la concession, elle favorise le chemin de fer en plaçant des taxes plus élevées sur le trafic commercial du canal. Le canal du Midi devient la voie fluviale la plus chère de France. De plus, le chemin de fer devient plus régulier et plus rapide que la voie fluviale, d'autant que le canal du Midi souffre de son gabarit et son tonnage limité:128.
| Année                                | 1854 | 1856 | 1859 | 1879 | 1889 | 1896 | 1900 | 1909 |
| Millions de tonnes-kilomètres (t.km) | 67   | 110  | 59   | 54   | 32   | 28   | 66   | 80   |

La période avant 1859 correspond au fonctionnement du canal seul, tandis que, l'après 1859 correspond au début de la construction des voies ferroviaires dans le sud de la France. La concurrence du rail est bien visible avec la division par deux du trafic de marchandises entre 1856 et 1879. Puis, ce trafic continue progressivement à décliner. Quant au chemin de fer, la ligne Bordeaux - Sète compte jusqu'à 200 millions de tonnes-kilomètres dès 1860:129.
Après 1898 et le rachat du canal par l'État, ce dernier tente des investissements successifs pour maintenir la compétitivité du canal et supprime les taxes et péages, ce qui a pour effet de relancer le trafic sur le canal en 1900 pour atteindre 80 millions de tonnes-kilomètres en 1909.

### La fin du trafic marchand
| Année                                | 1918 | 1939 | 1970 | 1979 |
| Millions de tonnes-kilomètres (t.km) | 19   | 100  | 110  | 40   |

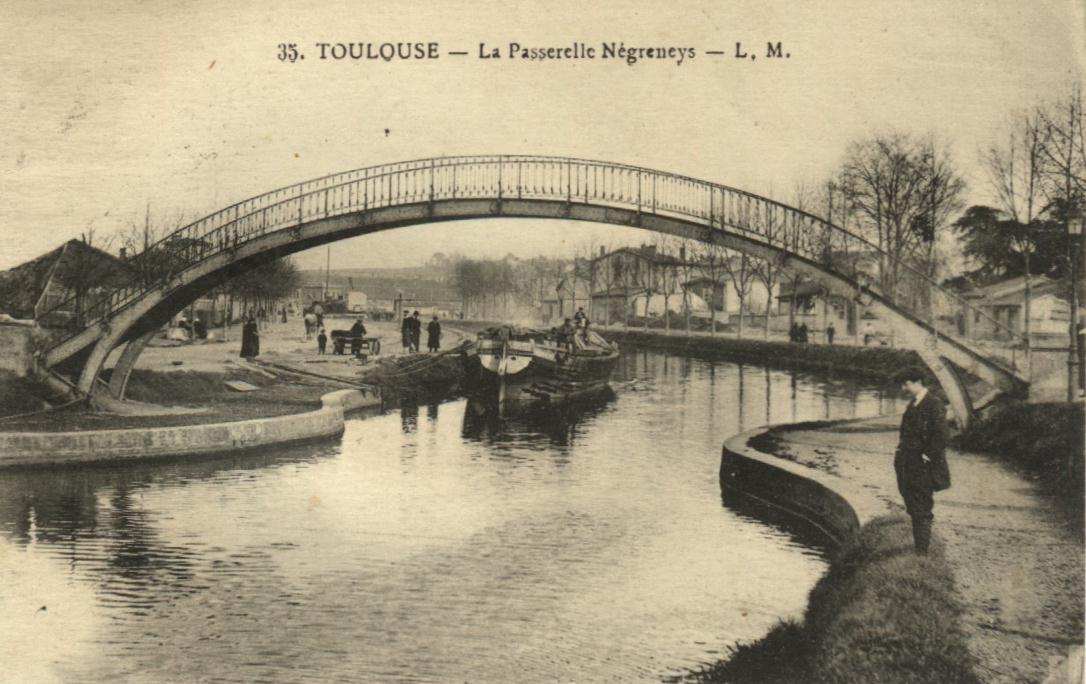
Le transport de marchandise à Toulouse.

À la sortie de la Première Guerre mondiale, le trafic est complètement désorganisé. Mais en 1920, le trafic de marchandises reprend rapidement grâce à l'arrivée de péniches à moteur. La compagnie HPLM (Le Havre-Paris-Lyon-Marseille) fait naviguer une trentaine de bateaux sur le canal du Midi. La Seconde Guerre mondiale voit un ralentissement du trafic en raison de la pénurie de pétrole, mais sa relance est rapide après le conflit et le trafic arrive à se maintenir à 110 millions de tonnes-kilomètres. Le canal souffre cependant de son gabarit, sa taille est trop petite pour les péniches modernes à fort tonnage. En plus, le rail le concurrence de plus en plus et le transport routier devient aussi un second concurrent. La voie fluviale du Midi devient le troisième réseau de transport:140. Le trafic de marchandises cesse dans les années 1970. En 1980, il ne reste plus que deux péniches, le Bacchus, un pinardier, et l'Espérance, un céréalier, assurant un trafic régulier entre Toulouse et Sète : elles cessent définitivement leur activité en 1989 à la suite de l'arrêt de la navigation, prononcé par le préfet de région, pour cause de sécheresse et manque d'eau. En 1991, l'exploitation du canal est confiée à l'administration des Voies navigables de France, qui reste aujourd'hui son gestionnaire.

### L'inscription au patrimoine mondial

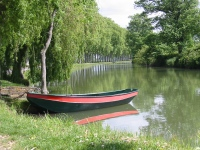
Une barque sur le canal du Midi au sud de Toulouse.

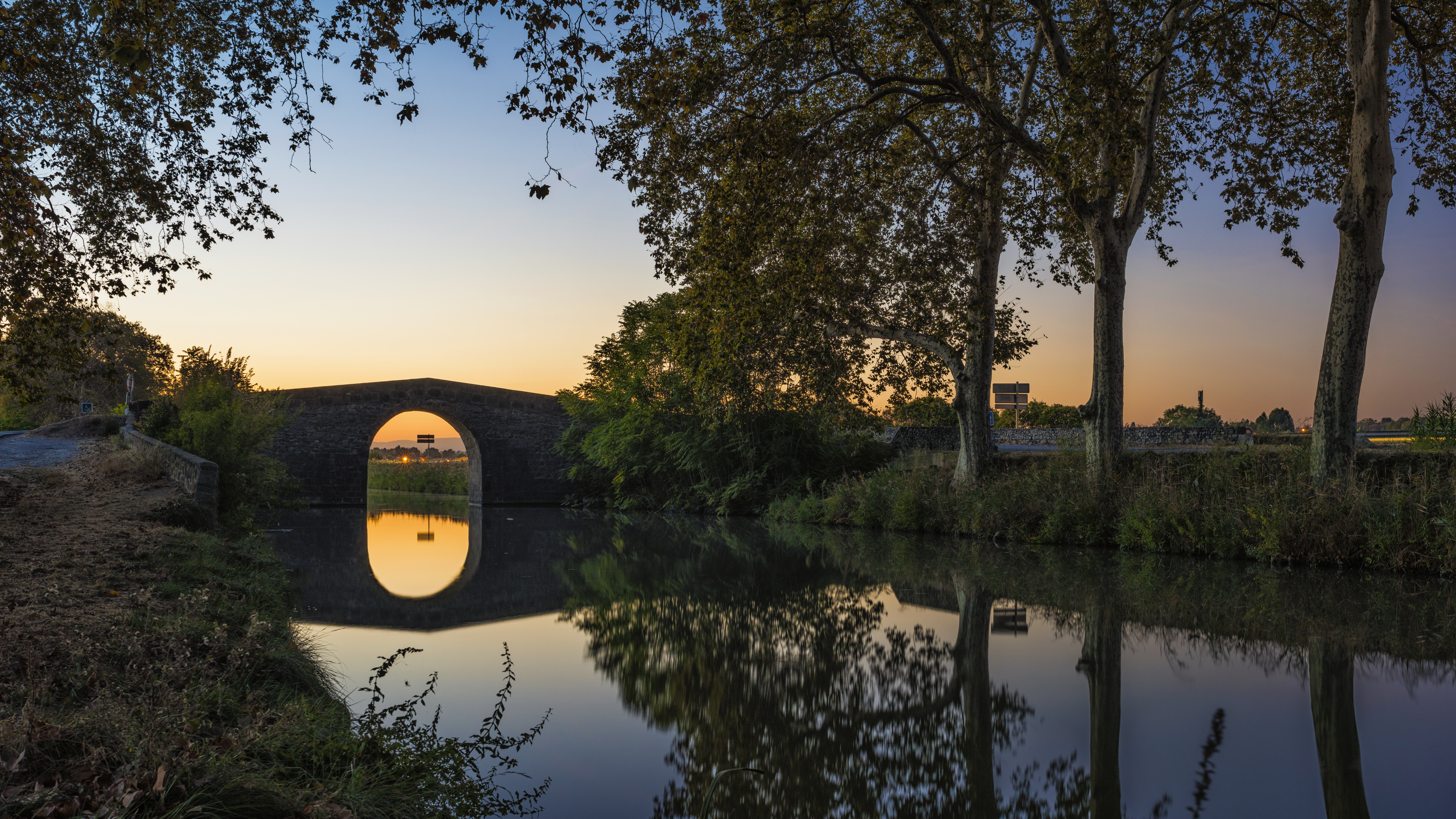
Le pont de Caylus, sur le canal du Midi, près de Béziers (septembre 2018).

Alors que le canal était autrefois vu comme un outil de production, d'échange et de commerce, il est considéré maintenant comme un patrimoine architectural et technique. Ainsi, en 1973, à la suite de vacances en Asie passées à contempler les canaux, le maire de Toulouse Pierre Baudis refuse de dévier la section toulousaine du canal du Midi afin de libérer son emprise pour un projet d'une voie express urbaine, quelques jours après l'inscription du projet dans le sixième plan de l'équipement et de modernisation du ministère de l'Équipement,:149. Il n'est cependant pas déclassé et reste ouvert à la navigation de plaisance. Le 7 décembre 1996, tout le canal et son système d'alimentation (environ 2 000 ha), accompagné d'une zone tampon d'environ 180 000 ha sont inscrits sur la liste du patrimoine mondial de l'UNESCO, sous le n° 770. Le bien (= ce qui est inscrit sur la Liste du patrimoine mondial de l'UNESCO) concerne une région, quatre départements, 16 établissements publics de coopération intercommunale et 89 communes concernées où longées par le domaine public fluvial du canal, auxquelles il faut ajouter trois communes concernées par le site classé des paysages du canal du Midi.
Le canal est inscrit car il répond à quatre critères fixés par l'UNESCO :
- critère (i) : « représenter un chef-d'œuvre de l'humain » ;
- critère (ii) : « témoigner d'un échange d'influences considérable pendant une période donnée ou dans une aire culturelle déterminée, sur le développement de l'architecture, des arts monumentaux et la planification des villes ou de la création des paysages » ;
- critère (iv) : « offrir un exemple éminent d'un type de construction ou d'ensemble architectural ou technologique ou de paysage illustrant une ou des périodes significative(s) de l'histoire humaine » ;
- critère (v) : « être un exemple éminent d'établissement humain traditionnel, de l'utilisation traditionnelle du territoire ou de la mer, qui soit représentatif d'une culture (ou de cultures), ou de l'interaction humaine avec l'environnement, spécialement quand celui-ci est devenu vulnérable sous l'impact d'une mutation irréversible ».

La gouvernance du bien se structure à partir de 2016.
Le plan de gestion UNESCO du canal du Midi a été approuvé le 1 avril 2021 par le préfet de la région Occitanie. Le plan de gestion fait un diagnostic de la gestion actuelle de l'ouvrage en fonction des enjeux actuels et futurs auxquels le canal doit répondre : 13 objectifs stratégiques et 33 actions sont identifiées sur la période 2020-2027 pour y répondre.

### La protection du canal par les sites classés
Le périmètre du Bien est entièrement protégé au titre des sites, au moyen de quatre sites classés :
- l'année même de l'inscription du Bien sur la liste du patrimoine mondial, la rigole de la montagne Noire est classée par arrêté ministériel le 8 octobre 1996 ;
- la protection complète du système d'alimentation en eau du canal du Midi est complétée cinq ans plus tard par le classement du Site de la rigole de la plaine et le Laudot, par décret en Conseil d’État le 16 octobre 2001 ;
- le domaine public fluvial (DPF) du canal du Midi est classé par arrêté ministériel du 4 avril 1997 ;
- les paysages du canal du Midi (hors rigoles d'alimentation) sont classés par décret du 25 septembre 2017.

Le classement des paysages des rigoles d'alimentation reste en projet.

### Le canal auXXIesiècle
À partir de la fin du XXe siècle, le canal offre de nombreuses activités. Il joue tout d'abord encore son office de transport en permettant le transit de bateaux entre l'océan Atlantique et la mer Méditerranée.

#### Un canal pour le tourisme, les loisirs et la culture

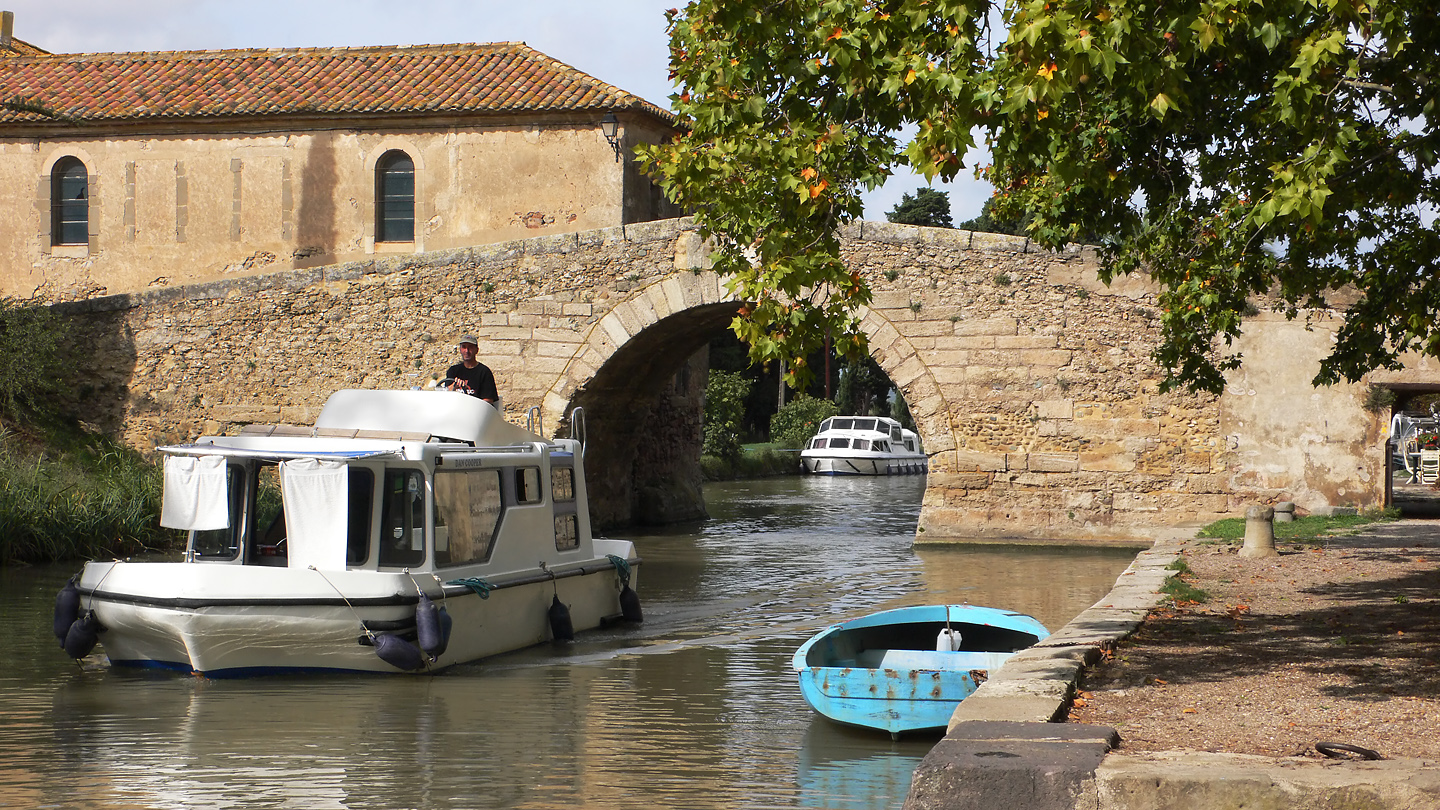
La plaisance remplace le commerce sur le canal du Midi (hameau Le Somail).

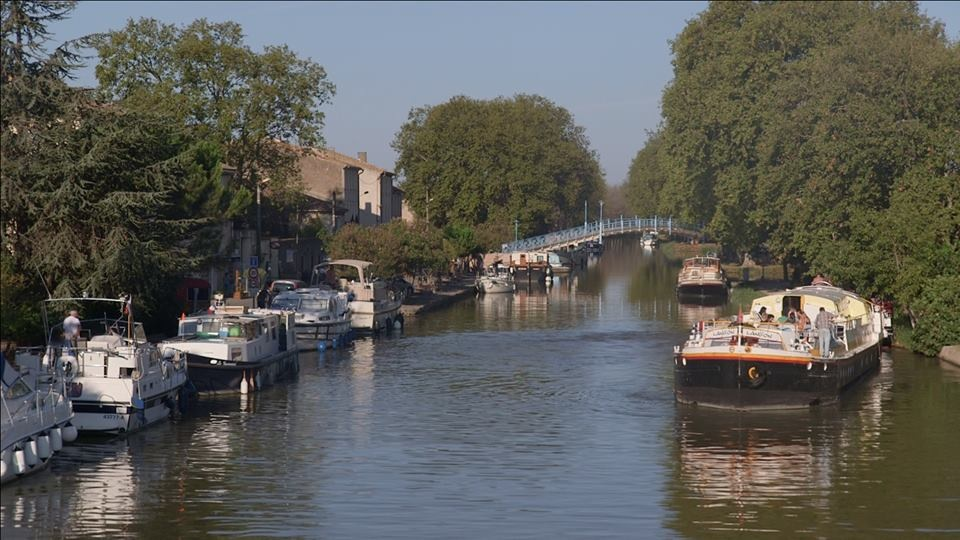
Une colonie de vacances dans une péniche Odcvl sur le canal du Midi.

Le canal du Midi est essentiellement fréquenté par des bateaux pour le loisir ou le tourisme. Il attire ainsi de plus en plus un tourisme fluvial, naviguant sur des bateaux de location, des bateaux-restaurants ou des bateaux-promenades. Ce tourisme s'est développé à partir des années 1960 sous l'impulsion de Britanniques, puis a explosé dans les années 1980. Plus fréquenté que la Seine, il assure à lui seul un cinquième du tourisme fluvial français, et 70 % des passagers sont étrangers, essentiellement des Allemands, des Britanniques et des européens du Nord. On compte environ 7 000 passages de bateaux par an à l'écluse de Fonseranes:71, le pic de fréquentation se situant à l'écluse d'Argens avec près de 9 000 passages par an, et on estime à 71000 le nombre moyen de passagers par an sur le tracé principal du canal :66. Le canal permet d'employer directement environ 1 900 personnes. Les retombées économiques annuelles dues à l'activité du canal sont d'environ 122 millions d'euros en 2000 . Sa navigation est ouverte du troisième samedi de mars à la première semaine de novembre. Hors de la période de navigation, la navigation est autorisée aux particuliers qui en font la demande. La période d'hiver est appelée « période de chômage » et permet de réaliser tous les travaux d'entretien.
Le canal du Midi permet aussi de pratiquer d'autres sports, essentiellement dans les zones urbaines, comme l'aviron, le cyclotourisme, le patin à roulettes ou la randonnée pédestre sur les berges. Un tronçon goudronné de 50 km entre Toulouse et Avignonet-Lauragais et un autre de 12 km entre Béziers et Portiragnes se prêtent particulièrement à la pratique du vélo et du patin à roulettes. De plus, de nombreuses péniches sont converties en logements familiaux, salles de spectacles, lieux d'expositions ou salles de restaurant.
Il est aussi le lieu pour des évènements culturels, comme le festival convivencia, des expositions d'art contemporain ou de multiples autres actions culturelles portées par des opérateurs culturels, des associations ou des collectivités.

#### Un canal pour l'eau

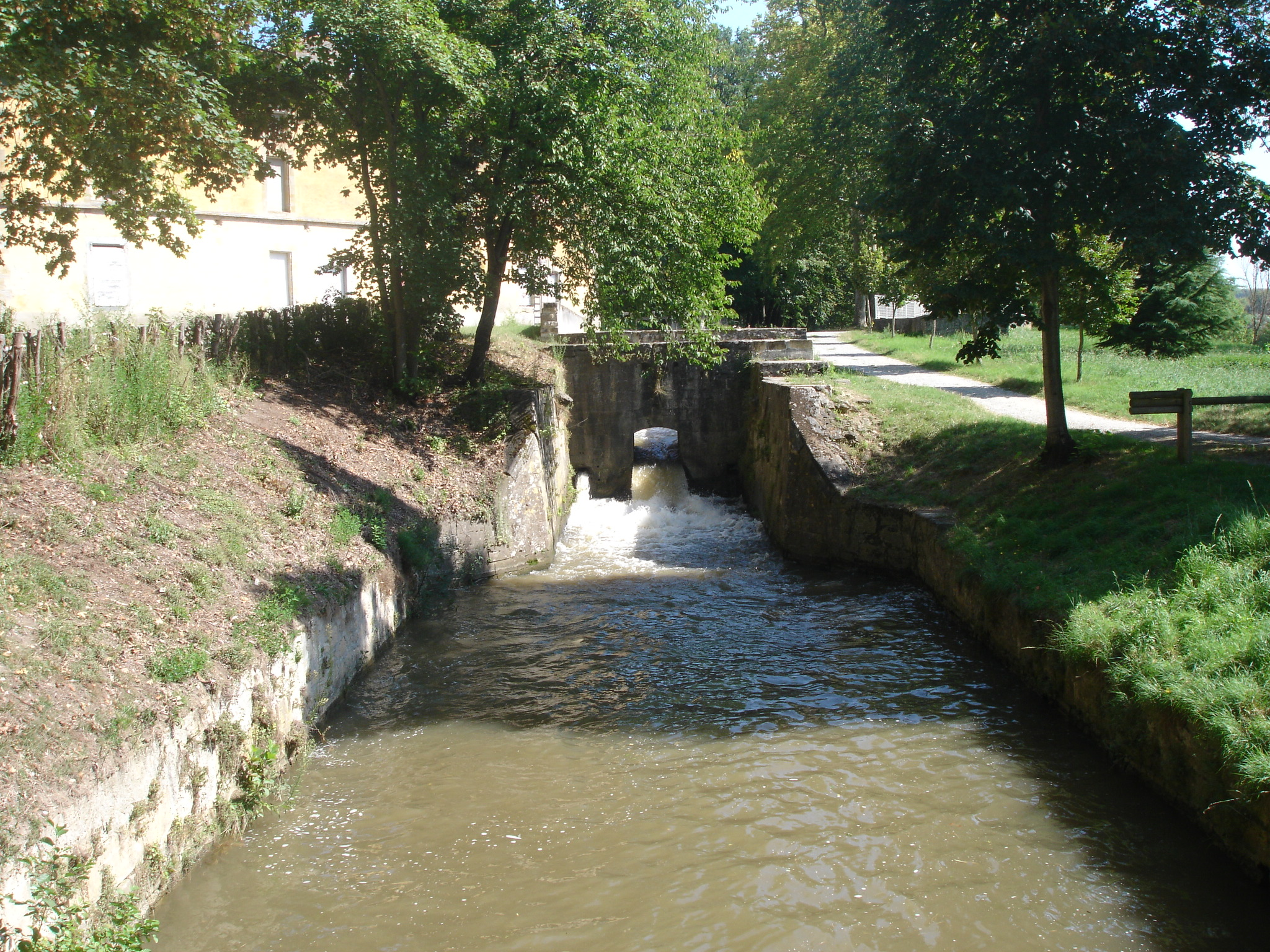
Arrivée de la rigole de la plaine source principale d'eau du canal du Midi, dans le bassin de Naurouze.

L'alimentation en eau du canal du Midi a fortement évolué depuis sa création au XVIIe siècle. De nombreux barrages et prises d'eau permettent de réguler l'alimentation en eau pour assurer la continuité de la navigation et l'irrigation.
Durant la saison sèche, le canal sert de réservoir pour l'agriculture. Près de 700 vannes d'irrigation sont installées le long du canal. Plus de la moitié de l'eau coulant dans le canal sert à l'irrigation. Le canal peut irriguer jusqu'à 40 000 hectares de terres agricoles.
La rigole de la plaine achemine l'eau du Sor qui est captée par la prise de Pont Crouzet pour l'irrigation avant de se déverser dans le canal du Midi. De plus, des prélèvements individuels sont réalisés au fil de l'eau sur le secteur compris entre Revel et le seuil de Naurouze. En 1980, le lac de la Ganguise est construit près de Castelnaudary permettant d'avoir une réserve d'eau de 22 millions de m3. En 2005, le barrage est surélevé afin d'atteindre la capacité de 44 millions de m³. Près de l'ancien bassin de Naurouze, la station de pompage de Naurouze permet de réguler l'eau du canal du Midi et l'eau du lac. Une conduite souterraine, la galerie de Mandore, provenant de la Naurouze conduit l'eau supplémentaire de la rigole de la plaine jusqu'au lac de la Ganguise. Et inversement, en période sèche, le lac de la Ganguise peut approvisionner le canal du Midi si l'apport d'eau de la rigole de la plaine n'est pas suffisant.
Le canal assure aussi l'alimentation en eau potable grâce aux usines de traitement des eaux de Picotalen (Picotalen I et Picotalen II) depuis 1973. Elles font partie des installations réalisées par l'Institut interdépartemental pour l'aménagement hydraulique de la montagne Noire (IIAHMN) depuis sa création en 1948 pour répondre aux besoins en eau du Lauragais. L'usine fournit de l'eau provenant du barrage des Cammazes à près de 185 communes.

#### Le retour du transport fluvial de marchandises?
Abandonné depuis la fin des années 1980, l'utilisation du canal pour le transport de marchandises fait son retour à l'aune des enjeux écologiques du début du millénaire. Ainsi un transport d'essai a-t-il été mené en octobre 2014 démontrant la capacité du canal des Deux-Mers à permettre en l'état le passage d'un transformateur électrique de 120 tonnes entre Bordeaux et Sète. D'autres transports commerciaux ont depuis eu lieu signant le timide retour du transport de marchandises sur le canal du Midi.
Le canal du Midi pâtit de son gabarit limité (30 × 5,50 m)[réf. nécessaire] qui y restreint la capacité d'emport des péniches à 140 tonnes. Les canaux du Nord de la France qui sont aux gabarit Freycinet connaissent un trafic bien supérieur au canal du Midi. Et l'État promet régulièrement de promouvoir le transport fluvial, réputé plus écologique. La présence d'agglomérations importantes le long ou à proximité du canal (Toulouse, Carcassonne, Narbonne, Béziers) et de riches régions agricoles induit des besoins de transport massifs dont le canal pourrait profiter, sans pour autant se substituer à la route et au rail. Dans la réalité, la rentabilité économique et politique espérée n'a jamais permis les financements nécessaires pour une mise à niveau du canal, et, paradoxalement, les obligations de respect de l'environnement sont autant d'obstacles lourds à des travaux d'élargissement.

#### Une gouvernance partenariale
Un « comité de Bien » (au sens de « bien » UNESCO) a été installé en juin 2016, soit 20 ans après l'inscription sur la liste du patrimoine mondial. En 2021, le comité de Bien est co-présidé par le préfet de la région Occitanie (représentant l’État propriétaire des ouvrages), le directeur général de Voies navigables de France (le gestionnaire) et la présidente du conseil régional d'Occitanie. Il regroupe aussi toutes les collectivités concernées (départements, intercommunalités, communes), les parlementaires ainsi que les représentants des socio-professionnels et associations directement concernées.
Le 17 décembre 2018 a été créée une « Entente pour le canal du Midi », regroupant la préfecture de la région Occitanie, VNF, le conseil régional d'Occitanie ainsi que les conseils départementaux de l'Aude, de la Haute-Garonne, de l'Hérault et du Tarn. Cette Entente a pour but de coordonner les différentes initiatives visant la préservation et la mise en valeur du Canal du Midi. Une marque institutionnelle, créée par les membres de l'Entente, a par ailleurs été dévoilée le 8 juillet 2021, pour « faire rayonner le canal du Midi ».

## Les ouvrages d'art

Plan du canal et des ouvrages d'art associés (1697).

Le canal des Deux-Mers comporte au total 400 ouvrages d'art, dont 328 pour la partie canal du Midi avec notamment 63 écluses, 126 ponts, 55 aqueducs, sept ponts-canaux, six barrages, un épanchoir et un tunnel.

### L'alimentation en eau du canal

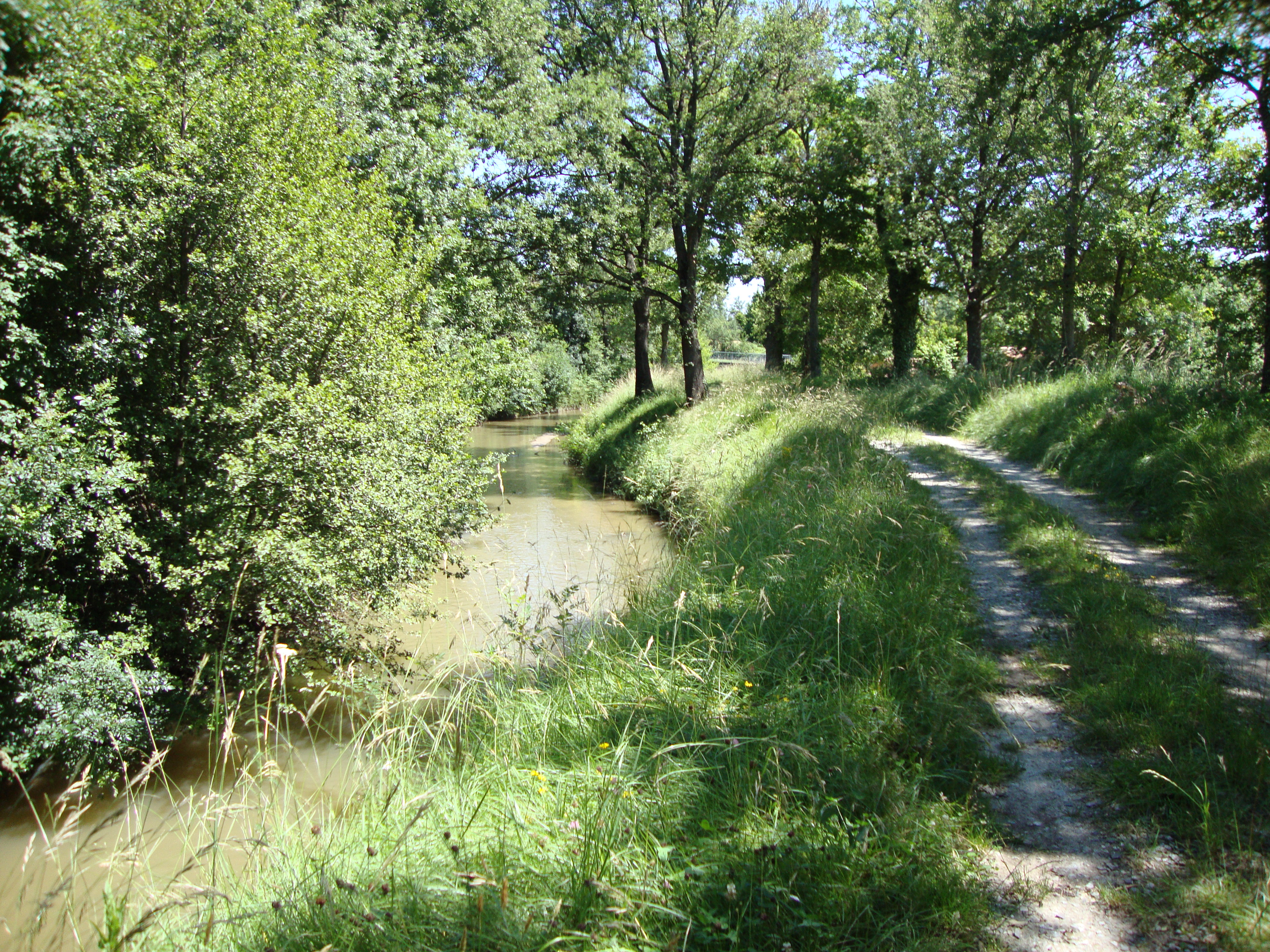
La rigole de la plaine.

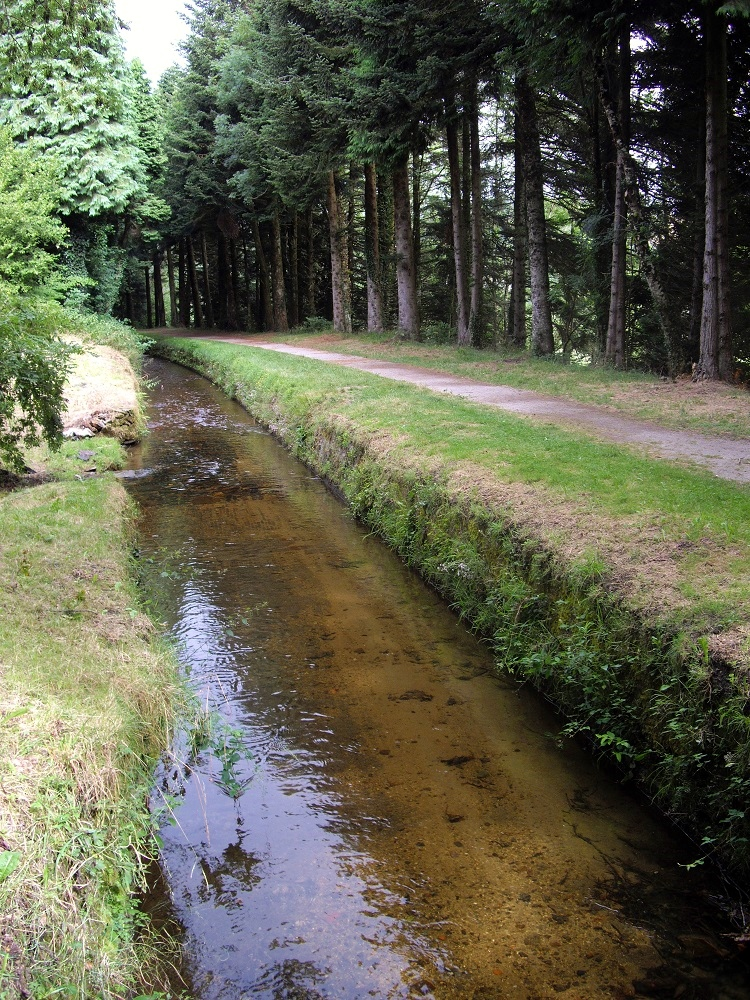
La rigole de la montagne.

Pour faire fonctionner à l'année les 240 kilomètres du canal, environ 90 millions de m3 d'eau sont nécessaires:29. Pour couvrir ces besoins en eau, Riquet conçoit et réalise un système d'alimentation complexe mais qui s'avère fonctionner de manière efficace. Son idée est de capter les eaux de la montagne Noire, située à plusieurs dizaines de kilomètres, et de les amener au seuil de Naurouze, point le plus haut du futur canal, par l'intermédiaire de rigoles en tirant avantage du passage de la ligne de partage des eaux entre versant océanique et versant méditerranéen.
Deux rigoles sont creusées, la « rigole de la montagne » et la « rigole de la plaine » qui, initialement, connectent trois réservoirs au seuil de Naurouze : le lac de Saint-Ferréol d'une contenance de 6,3 millions de m3, construit entre 1667 et 1672, un autre réservoir, beaucoup plus petit, appelé « Lampy-Vieux », remplacé au siècle suivant par le réservoir du « Lampy-Neuf », d'une contenance de 1,7 million de m3, construit entre 1777 et 1782 pour faire face à la dépense d'eau occasionnée par l'ouverture à la navigation de l'embranchement de La Nouvelle, et le bassin de Naurouze. Le fonctionnement est le suivant : la rigole de la montagne après avoir collecté les eaux de plusieurs ruisseaux du versant méditerranéen de la montagne Noire (Alzeau, Vernassonne, Lampy, Rieutort) franchit la ligne de partage des eaux au lieu-dit « Le Conquet » et se jette dans le Sor, sur le versant océanique, lui-même capté par la rigole de la plaine au lieu-dit « Pont-Crouzet ». Le bassin de Saint-Ferréol est quant à lui alimenté par le Laudot, ruisseau du versant océanique prenant sa source aux Cammazes, et ses eaux captées en aval par la rigole de la plaine au lieu-dit « Les Thoumazès ». La rigole de la plaine, grossie des eaux du Sor et du Laudot, alimente le bassin de Naurouze et le canal.
La construction du barrage de Saint-Ferréol représente à l'époque une prouesse technologique. Long de 786 m et large de 149 m, il est constitué de trois murs parallèles en granit taillé d'environ 30 m de hauteur. Cependant, le bassin a du mal à jouer son rôle de réservoir, le débit du Laudot est insuffisant. Riquet est conscient du problème mais n'a pas le temps de le résoudre. C'est Vauban qui, après sa tournée d'inspection du canal, décide le creusement de la percée des Cammazes (également appelée voûte Vauban) sous la ligne de partage des eaux. Grâce à elle, les eaux de la rigole de la montagne dévalent vers le bassin de Saint-Ferréol en empruntant le lit du Haut-Laudot, contournant le Sor.

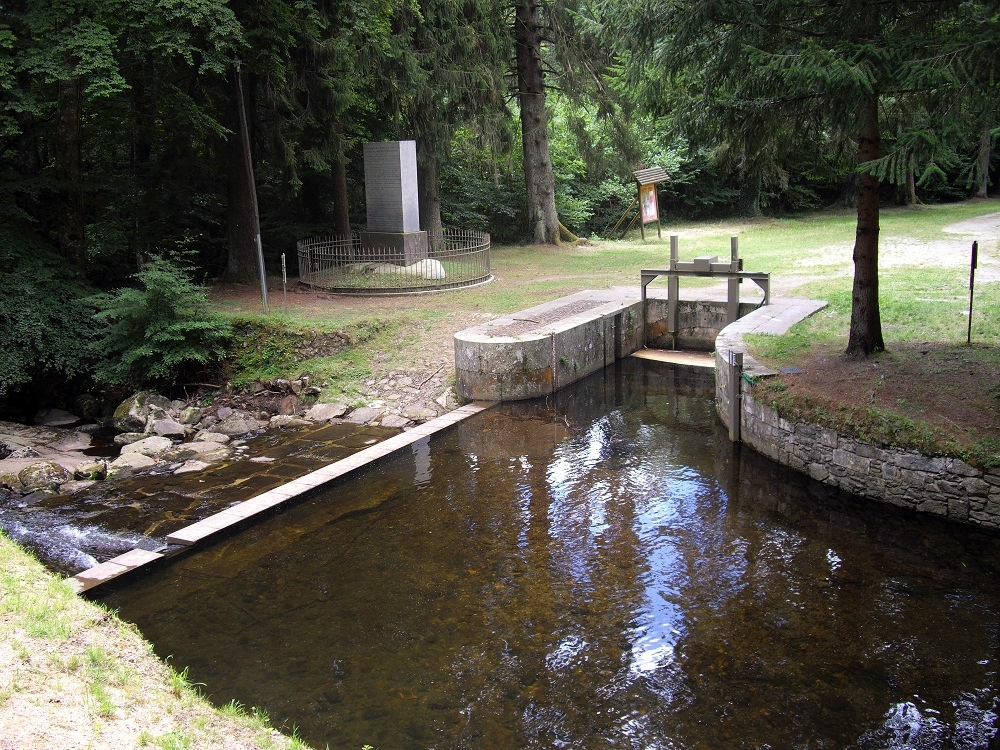
La prise d'Alzeau, naissance de la rigole de la montagne et « source » du canal du Midi.

Pierre-Paul Riquet a prévu et construit un troisième réservoir, le bassin de Naurouze, destiné à contrôler le débit du canal et autour duquel il a imaginé la construction d'une ville nouvelle et d'un port qui ne verront jamais le jour. En effet, le bassin de Naurouze doit être abandonné à cause de son ensablement important:28. Un bief de dérivation est creusé pour éviter le bassin, par le sud.
Plus récemment, d'autres barrages sont construits destinés principalement à l'irrigation et la production d'eau potable mais sur lesquels VNF dispose par décret de droits d'eau pour alimenter le canal : le barrage des Cammazes d'une capacité de 20 millions de m3 est mis en eau sur le Sor en 1957, le barrage de l'Estrade sur la Ganguise (42 millions de m3) en 1992 et, en 2001, le barrage de la Galaube sur l'Alzeau (huit millions de m3). Depuis le barrage de l'Estrade, une conduite forcée permet de sécuriser à la demande l'alimentation en eau du bief de Naurouze.
Actuellement, les rigoles connectent quatre réservoirs (Saint-Ferréol, les Cammazes, Lampy-Neuf et la Galaube). La rigole de la montagne mesure 24,27 km de long et possède 22 ouvrages d'art:160 entre la prise d'Alzeau et la percée des Cammazes. Tandis que la rigole de la plaine mesure 38,12 km de long avec 21,45 m de dénivelé et comprend 68 ouvrages d'art, entre Pont-Crouzet et le seuil de Naurouze.
Le système d'alimentation en montagne Noire constitue la seule source d'eau du canal du Midi entre Carcassonne et Toulouse, soit 109 km de linéaire et 3,65 millions de m3 d'eau retenus dans les biefs. En aval de Carcassonne, des prises d'eau permettent d'alimenter la partie basse du canal vers la Méditerranée. Ainsi, les eaux du Fresquel, de l'Aude (prise d'eau de Villedubert), de l'Orbiel et de la Cesse viennent grossir celles du canal. La prise d'eau du barrage du Pont-Rouge sur l'Orb à Béziers assure un complément d'alimentation pour la partie est du canal. Située en rive gauche de l'Hérault, la prise d'eau d'Agde à l'écluse de Prades donne de l'eau pour la partie terminale du canal jusqu'à l'étang de Thau.

### Les écluses

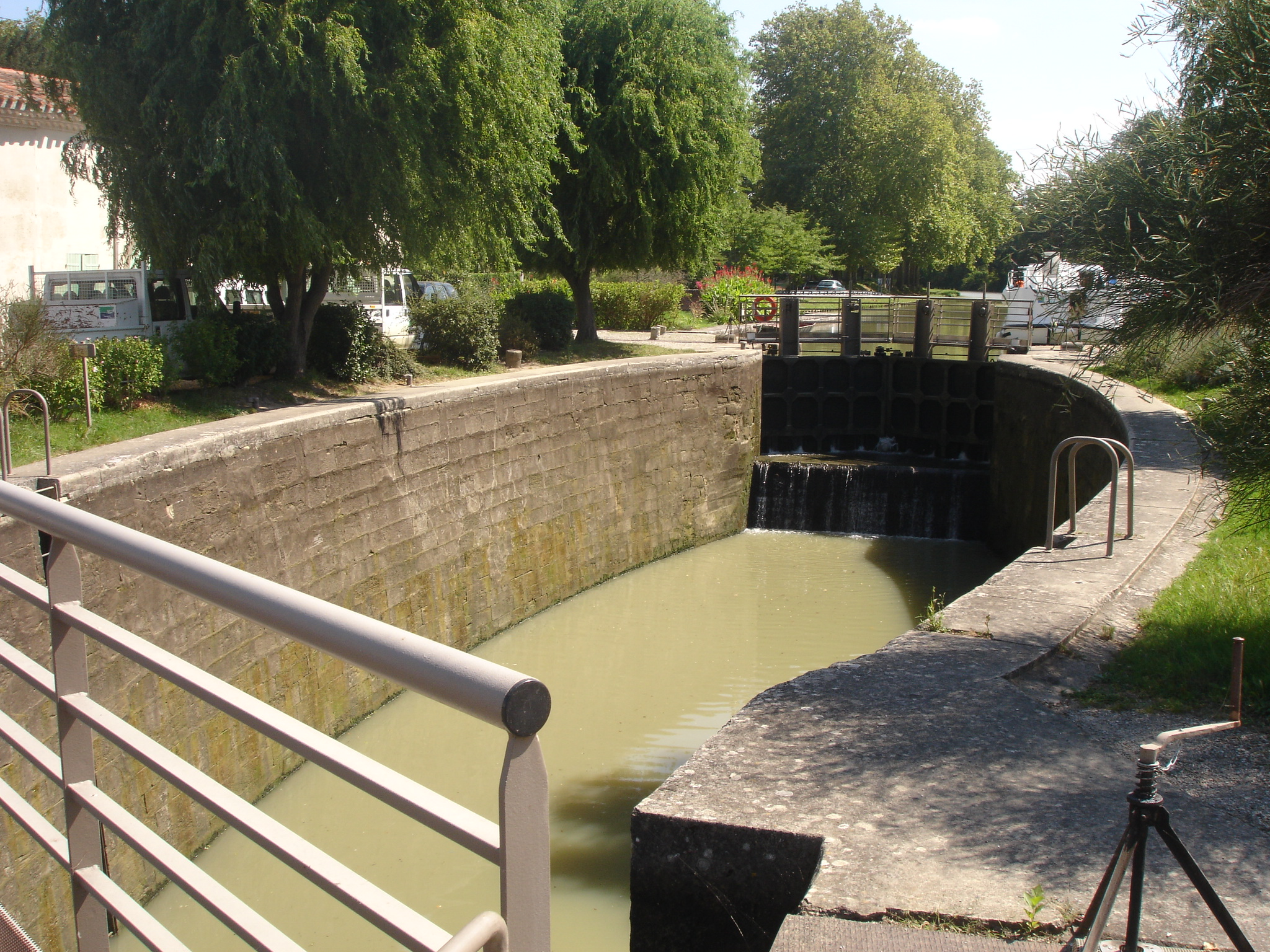
L'écluse de Négra avec ses bajoyers arrondis caractéristiques du canal du Midi.

Les premières écluses construites dans la plaine toulousaine par Pierre-Paul Riquet sont expérimentales et ne le satisfont pas. De dimensions assez importantes pour l'époque, elles sont constituées d'un sas rectangulaire avec des pilotis de bois servant de fondations aux murs latéraux. Cette forme ne permet pas de retenir correctement les matériaux latéraux lorsque l'écluse est vide : elles s'effondrent sur elles-mêmes. Il redéfinit la forme de ses écluses de façon arrondie : ainsi les bajoyers, plus épais, sont plus résistants à la poussée latérale de la terre. Cette forme arrondie confère à l'architecture des écluses du canal du Midi un style dit « baroque »:57.
Les écluses sont construites en pierres de taille scellées à la chaux. Elles sont fermées par deux portes à double vantaux. Les portes, à l'origine en bois avec le moins de parties métalliques possibles, sont soumises à d'importantes contraintes d'humidité et de pression. Elles possèdent une « vantelle » commandée par une crémaillère qui permet d'évacuer l'eau du sas.
La taille nominale des écluses construites par Pierre-Paul Riquet est de 29,2 m de longueur, 5,8 m de largeur au niveau des portes, 11 m au centre de l'écluse et en moyenne 2,5 m de hauteur. De nombreuses écluses sont modifiées au XXe siècle : elles ne possèdent donc plus les caractéristiques initiales.
Certaines écluses du canal sont des bijoux d'architecture. Ainsi, l'écluse ronde d'Agde possède trois portes : deux des portes permettent d'accéder à chaque côté du canal et la troisième donne accès au fleuve Hérault qui va à la Méditerranée. Ce système permet d'avoir un triple accès tout en protégeant le canal des crues du fleuve. De même, le canal possède plusieurs écluses multiples, c'est-à-dire possédant plusieurs sas accolés les uns aux autres. Ce système permet d'économiser des portes et des fondations aux endroits où la pente est la plus forte. La plus connue de ces écluses est celle de Fonseranes, qui possède huit sas:73-74.
Le canal du Midi proprement dit (entre Toulouse et Marseillan) dispose de 63 écluses en fonctionnement, et une (Notre-Dame à Béziers) désaffectée : 45 écluses simples (un sas), 12 écluses doubles, quatre écluses triples, une écluse quadruple (Saint-Roch à Castelnaudary) et une octuple (Fonséranes à Béziers). Le canal de Brienne comporte deux écluses, le canal de Jonction sept écluses et le canal de la Robine six écluses. Il y a donc en tout 79 écluses sur le canal inscrit au patrimoine mondial.
Aujourd'hui, la plupart des écluses sont électrifiées, ce système remplace l'ouverture manuelle des vantelles et des portes des écluses.

### Les ports

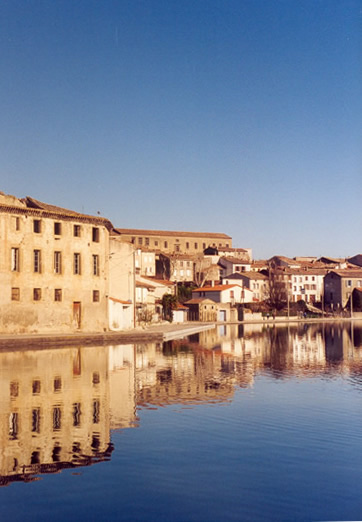
Le bassin du canal du Midi à Castelnaudary, un des ports du canal.

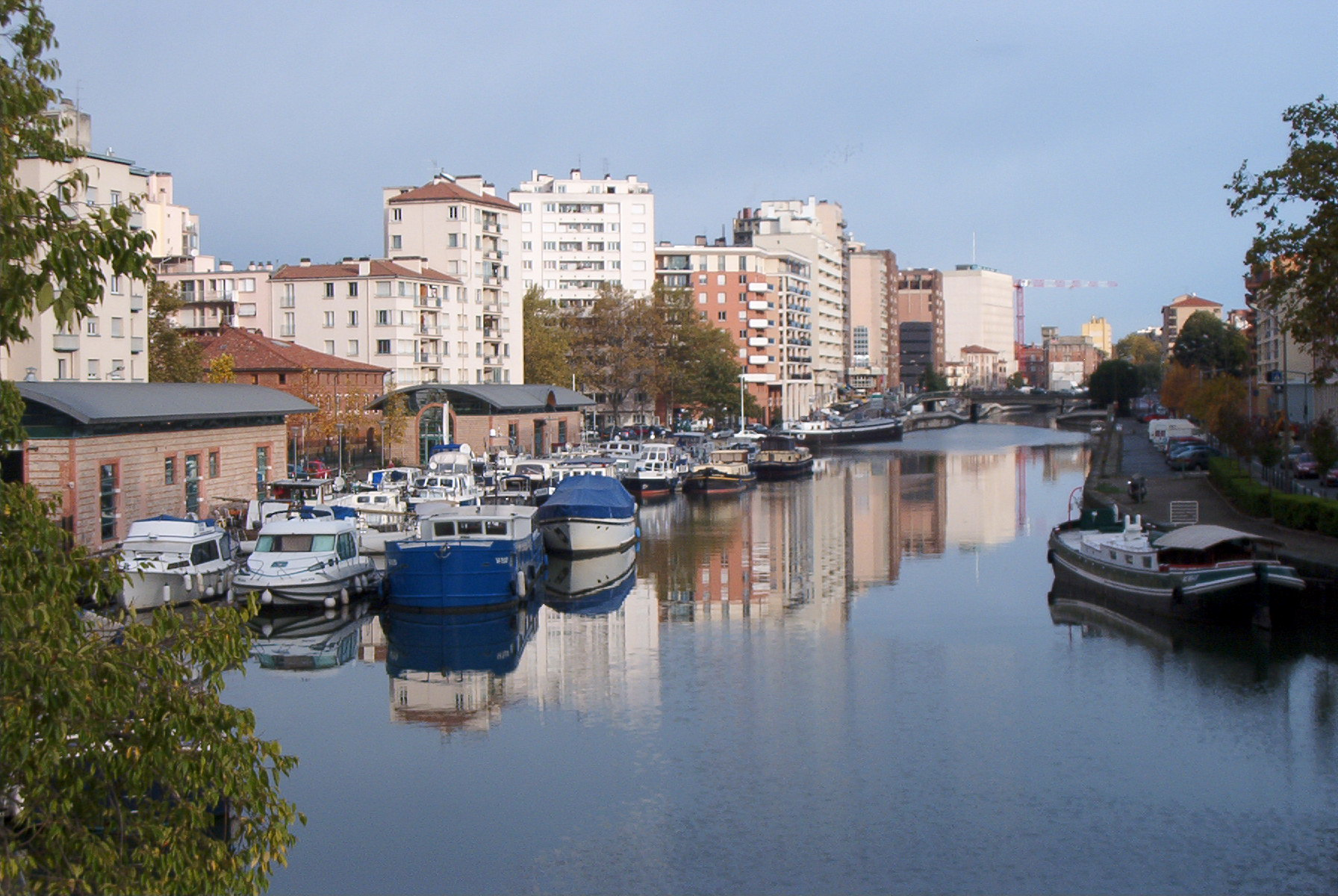
Le port Saint-Sauveur à Toulouse.

Plusieurs ports ont été aménagés à intervalles réguliers le long du parcours du canal afin de pouvoir charger et décharger les marchandises mais aussi pour assurer les haltes des voyageurs. Toulouse possède deux ports : le port de l'Embouchure est situé à la jonction entre le canal du Midi, le canal de Brienne et le canal latéral à la Garonne tandis que le port Saint-Sauveur est situé en centre-ville près de la Halle aux Grains de Toulouse. Deux autres ports existaient à Toulouse mais ont été détruits par l'aménagement urbanistique. Ainsi, le port des Minimes et le port Saint-Étienne ont été remplacés par des voies sur berges.
Castelnaudary possède un port de sept hectares appelé « Grand Bassin » construit entre 1666 et 1671:47. Il sert de halte de mi-parcours entre Toulouse et Sète. L'île Cybelle située au milieu du bassin sert à protéger les péniches du vent marin, ainsi qu'un port technique situé à un kilomètre à l'amont. Carcassonne, aujourd'hui, une étape touristique importante du canal, possède un port construit en 1810 lorsque la ville est rattachée au canal. Le port de Trèbes est un grand port qui dispose de nombreux amarrages pour les bateaux. On peut également citer le port de Homps qui est l'un des plus importants du canal et Le Somail qui est un lieu d'accueil et de repos très fréquenté. Enfin, juste avant son arrivée dans la mer Méditerranée, le canal possède deux ports : celui d'Agde au bord duquel se dresse encore son ancien hôtel de l'« Administration du Canal » et le port des Onglous à Marseillan qui est le dernier port avant Sète et son canal royal qui donne accès à la mer.
Des ports plus récents sont construits comme ceux de Ramonville-Saint-Agne, dit Port-Sud, qui regroupe de nombreuses péniches ainsi qu'un ensemble résidentiel donnant directement sur le port et un port technique situé à un kilomètre à l'amont, ou le Port-Lauragais situé près d'Avignonet-Lauragais sur une aire d'autoroute de l'A61.

### Les ponts-canaux et aqueducs
Plusieurs ponts-canaux sont construits sur le parcours du canal du Midi. Ils permettent de traverser des rivières qui risquent de perturber le débit d'eau du canal. En effet, ces rivières se jetant dans le canal provoquent un trop-plein d'eau lors des crues et le comblement du canal par l'apport d'alluvions. Quelques ponts-canaux datent de l'époque de Pierre-Paul Riquet, mais la plupart ont été construits après la finalisation du canal lors notamment des perfectionnements préconisés par Vauban. Quelques ponts-canaux du canal sont les suivants (dans le sens Toulouse-Sète) : 
- le pont-canal des Herbettes (ouvrage récent), achevé en 1983, permet au canal d'enjamber non pas un cours d'eau mais le périphérique de Toulouse ;
- l'aqueduc de Saint-Agne ou aqueduc à siphon de Garipuy[61],[62] ;
- l'aqueduc de Castanet ;
- le pont-canal de Madron ;
- le pont-canal de Rieumory ;
- l'aqueduc de la Joncasse ;
- le pont-canal de Nostreseigné ;
- le pont-canal d'Ayguesvives ;
- le pont-canal d'Encons ;
- le pont-canal de Négra ;
- le pont-canal de Gardouch ;
- l'aqueduc des Voûtes, ou aqueduc de l'Hers ;
- le pont-canal de Vasague ;
- le pont-canal de Radel ;
- le pont-canal de Tréboul ;
- le pont-canal de Mezuran ;
- le pont-canal de l'Espitalet ;
- le pont-canal de Rébenty ;
- le pont-canal d'Elfaix ;
- le pont-canal de Sauzens ;
- le pont-canal de Saume ;
- le pont-canal du Fresquel est construit début 1800 et inauguré le 31 mai 1810, à la suite de la modification du tracé, pour passer dans le centre de la ville de Carcassonne, ville qui n'avait pas voulu du canal à sa création.
- le pont-canal de l'Orbiel à Trèbes ;
- le pont-canal de l'Aiguille ;
- le pont-canal du Rivassel ;
- le pont-canal de l'Argent-Double ;
- le pont-canal de Jouarres ;
- le pont-canal du Répudre est construit entre 1667 et 1676 pour enjamber le Répudre près du village de Paraza, petit affluent de l'Aude dont le débit est trop variable surtout en hiver (longueur du pont : 135 m), c'est aussi le premier pont-canal construit par Pierre-Paul Riquet.
- le pont-canal de l'Ognon ;
- le pont-canal de Cesse ;
- le pont-canal de l'Orb, qui n'est pas contemporain de Riquet, est inauguré en 1857, supprimant ainsi le passage des bateaux dans le lit de l'Orb à Béziers par l'écluse Notre-Dame.

### Les autres ouvrages
Parmi les ouvrages d'art construits le long du canal, certains sortent du lot :
- le lac de Saint-Ferréol, construit par Pierre-Paul Riquet et rehaussé par Vauban, qui constitue une des principales retenues d'eau alimentant le canal du Midi (6 Mm3) ;
- le tunnel de Malpas long de 165 m au sud-est de l'oppidum d'Ensérune[63], et qui permet de franchir une colline de 50 m d'altitude, est un défi technique pour l'époque ;
- le pont-canal de Répudre, le plus ancien pont-canal en service, construit par Pierre-Paul Riquet ;
- la pente d'eau de Fonseranes, qui permet de contourner l'ensemble des huit sas des escaliers de Fonseranes, est construite à l'époque où le canal devait être mis au gabarit Freycinet, pour gagner du temps et permettre d'accepter de plus gros bateaux ; elle possède une machinerie unique dont l'entretien est coûteux et dont le fonctionnement a été chaotique. La pente d'eau est actuellement hors service ;
- les ouvrages du Libron, réalisation unique en son genre, permettent depuis le XIXe siècle au canal de franchir le cours du Libron, près d'Agde ;
- les moulins à eau du canal du Midi situés en dérivation à de nombreuses écluses (par ex : Naurouze, Gay, Trèbes, Matabiau, Minimes, Castelnaudary, Castanet, Béziers, etc.) et qui utilisent le dénivelé pour actionner des meules à céréales dès la mise en service du canal. Par la suite, elles se transforment en véritables complexes minotiers au cours du XVIIIe siècle[64].

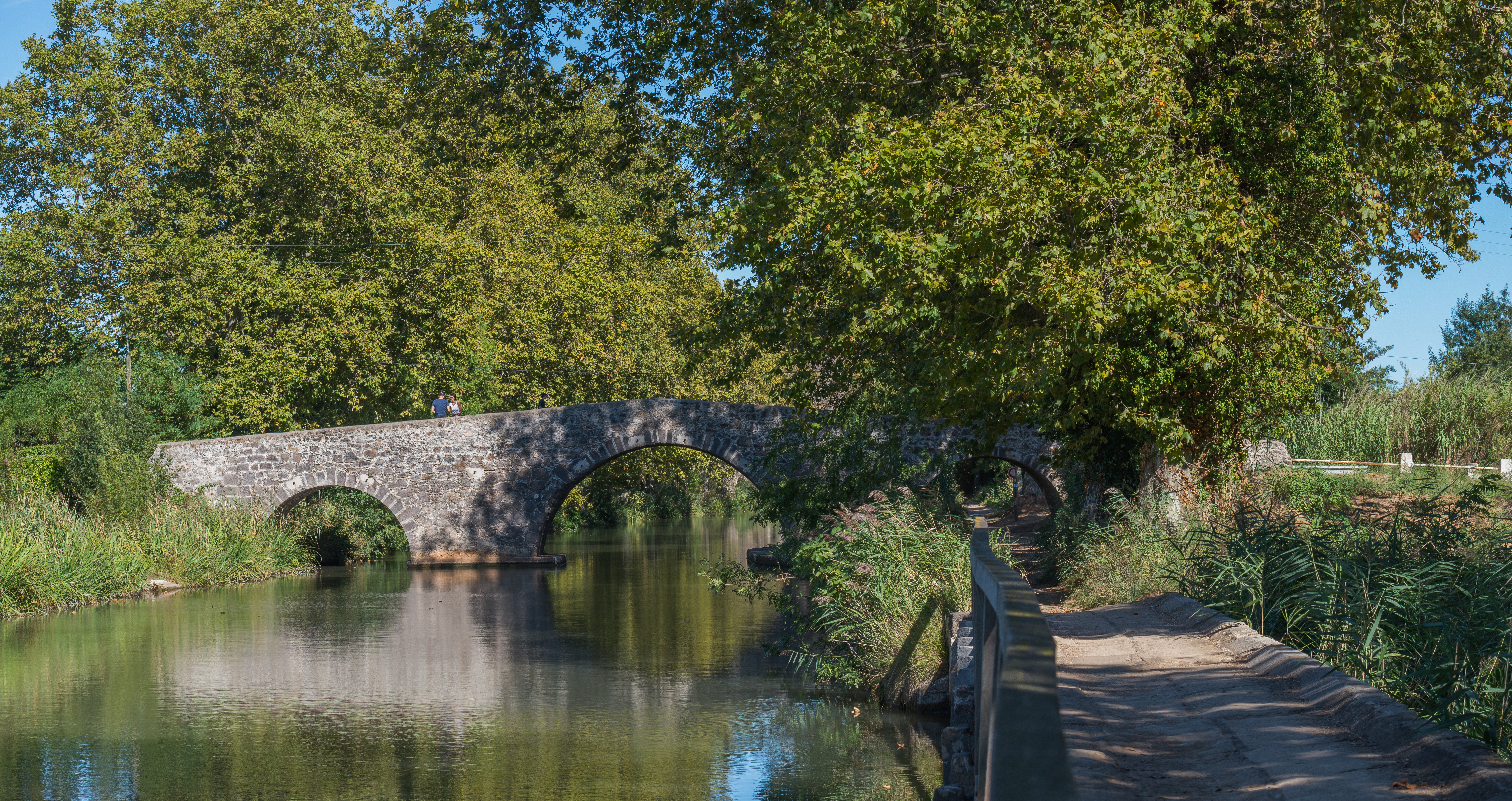
Le pont Saint-Joseph à Agde.
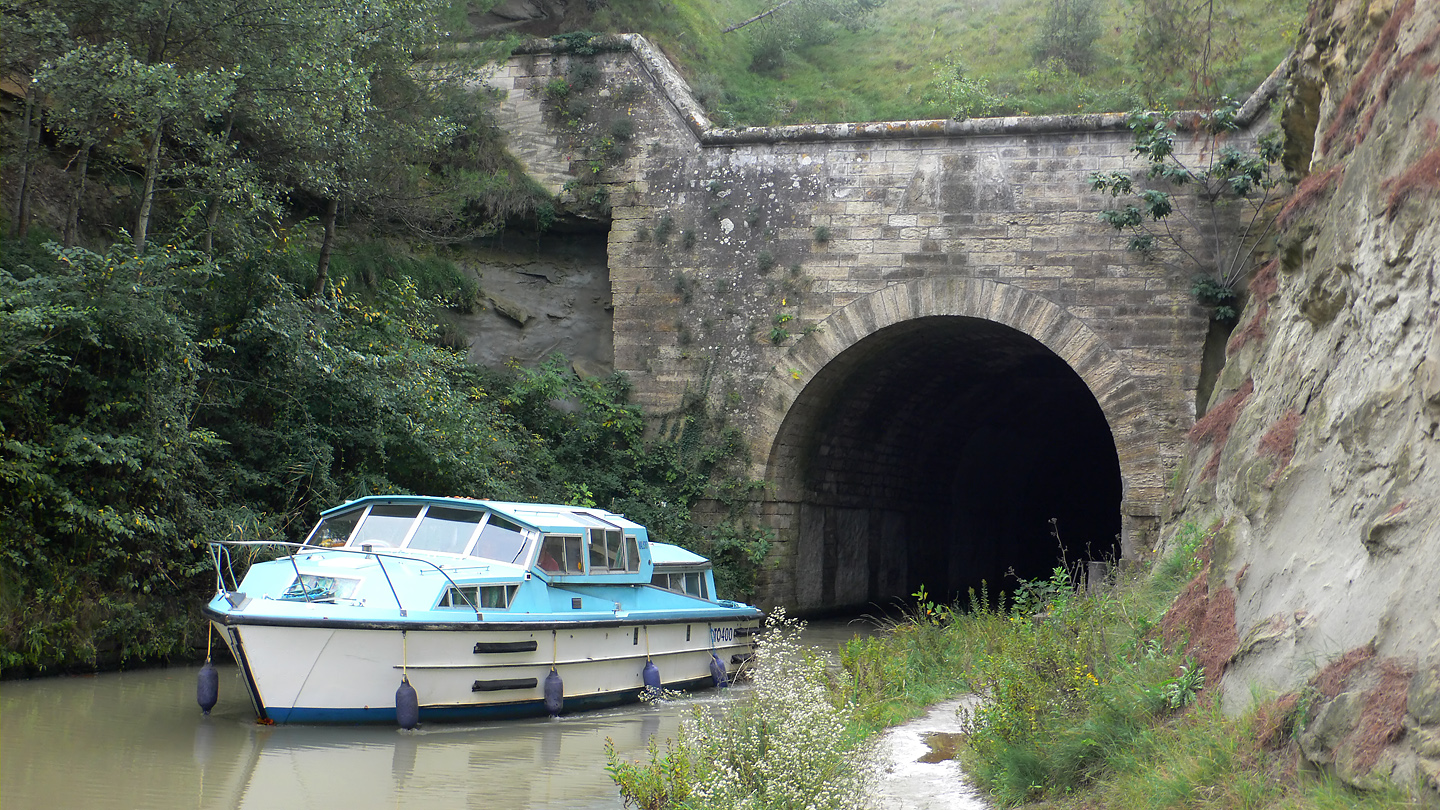
Le tunnel de Malpas.
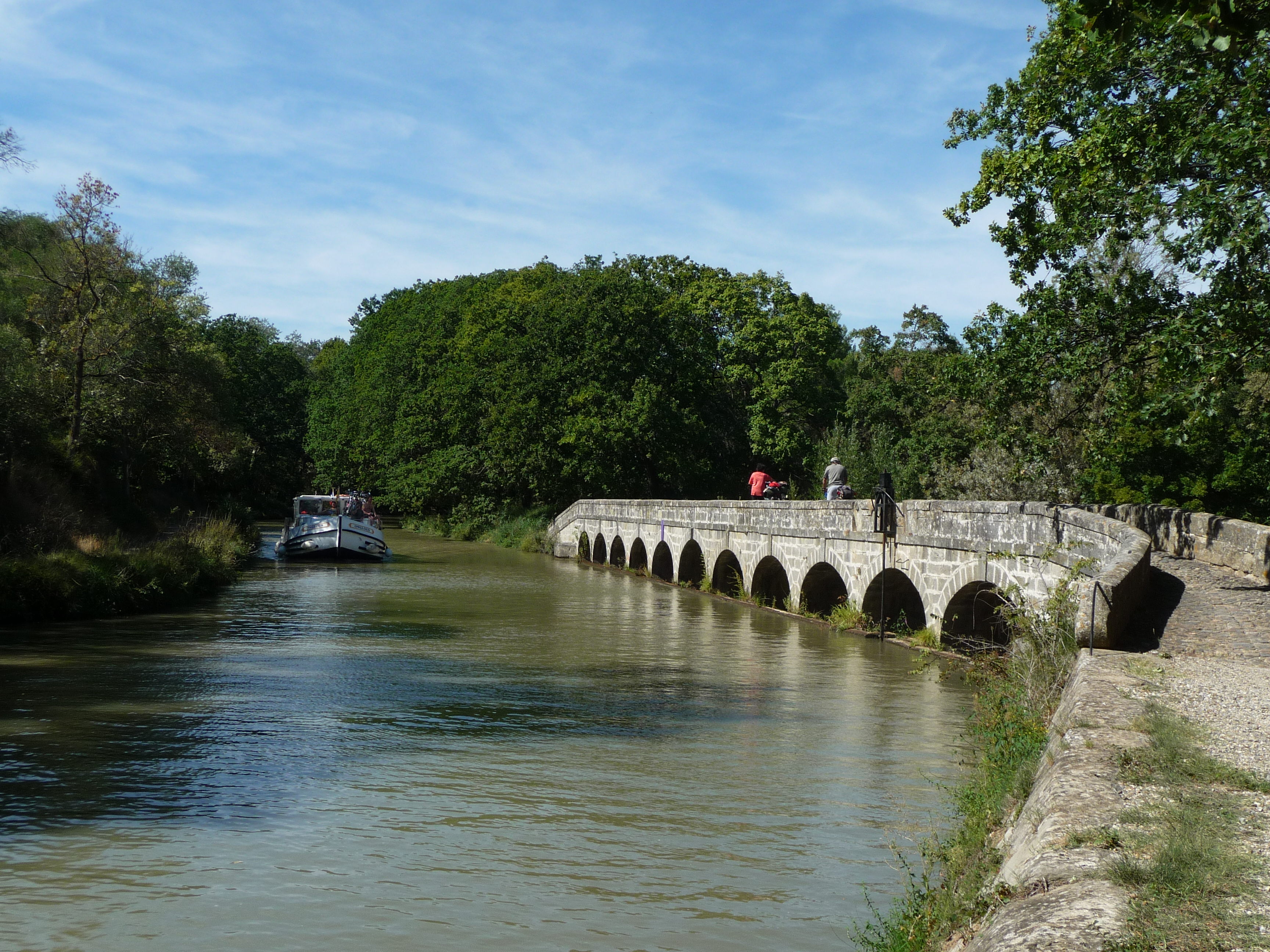
L'épanchoir de l'Argent-Double et ses onze arches successives.
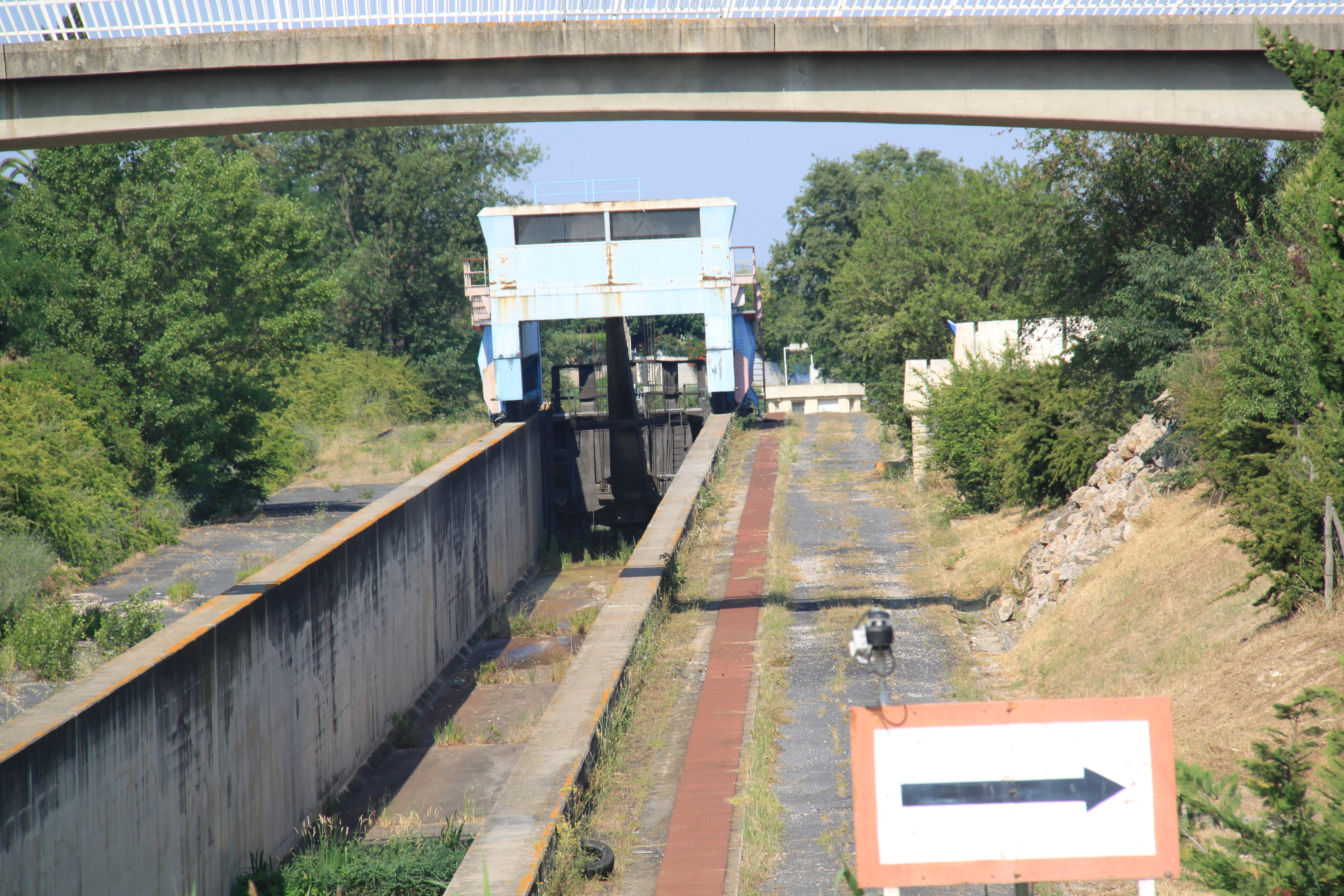
La pente d'eau de Fonserannes, un ouvrage non contemporain de Riquet.
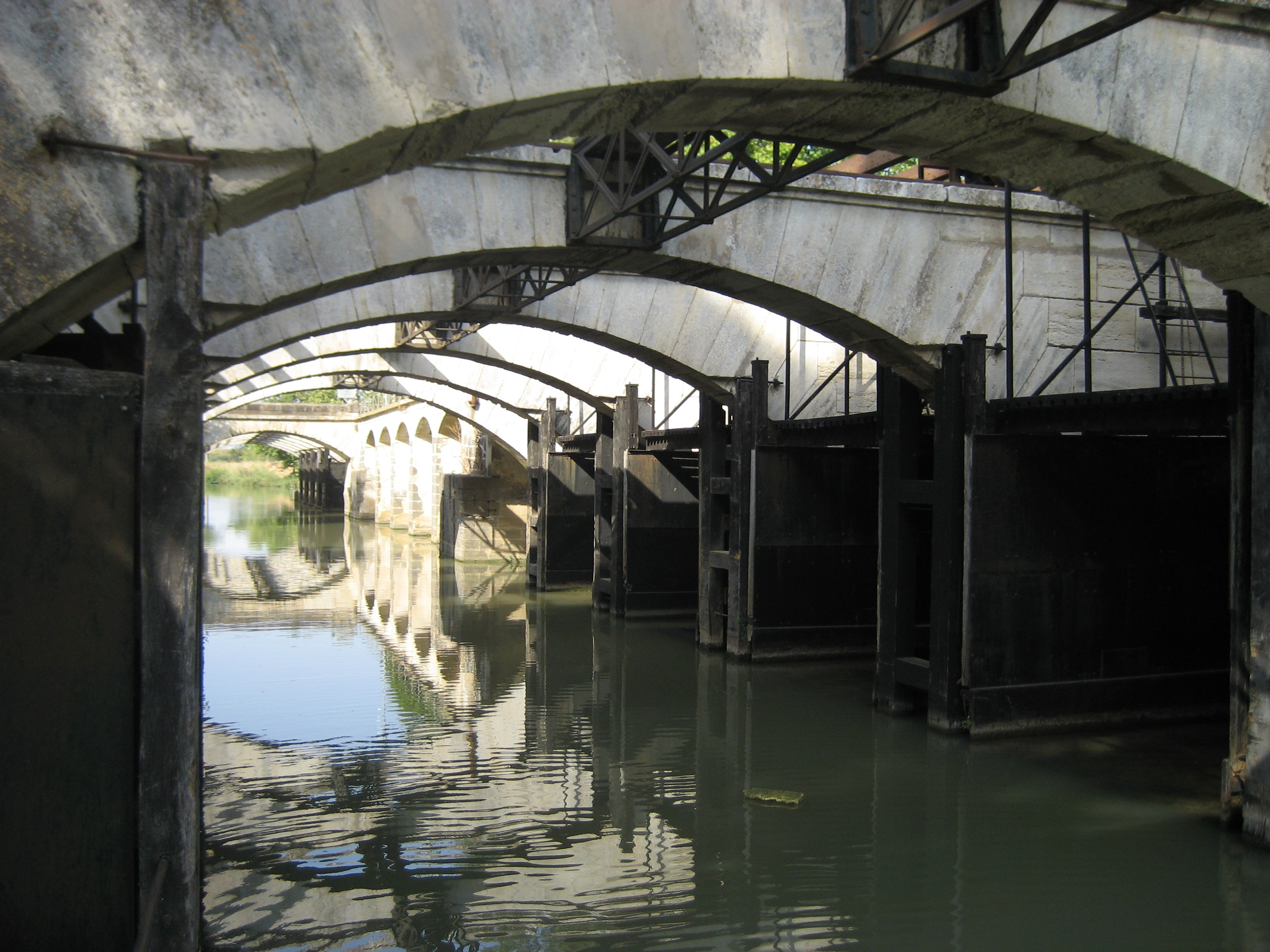
Les ouvrages du Libron.
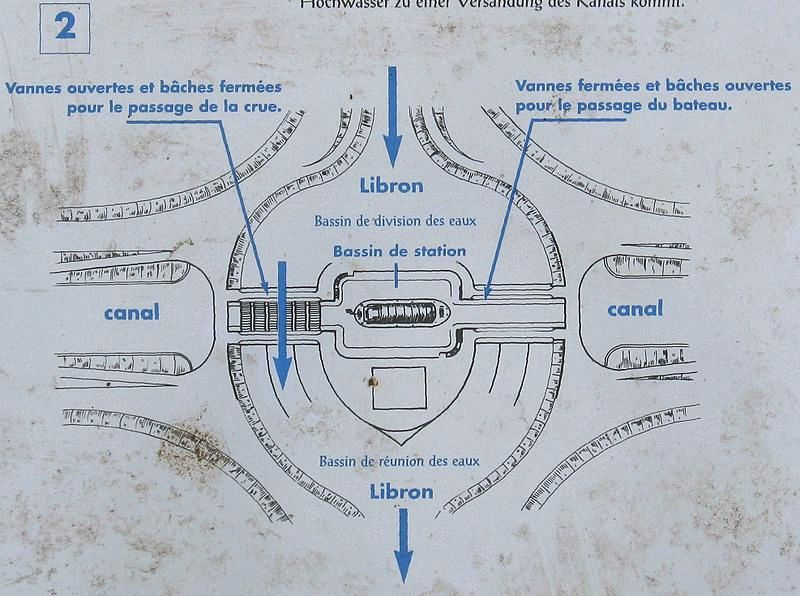
Planche technique de l'ouvrage du Libron.

## La faune et la flore

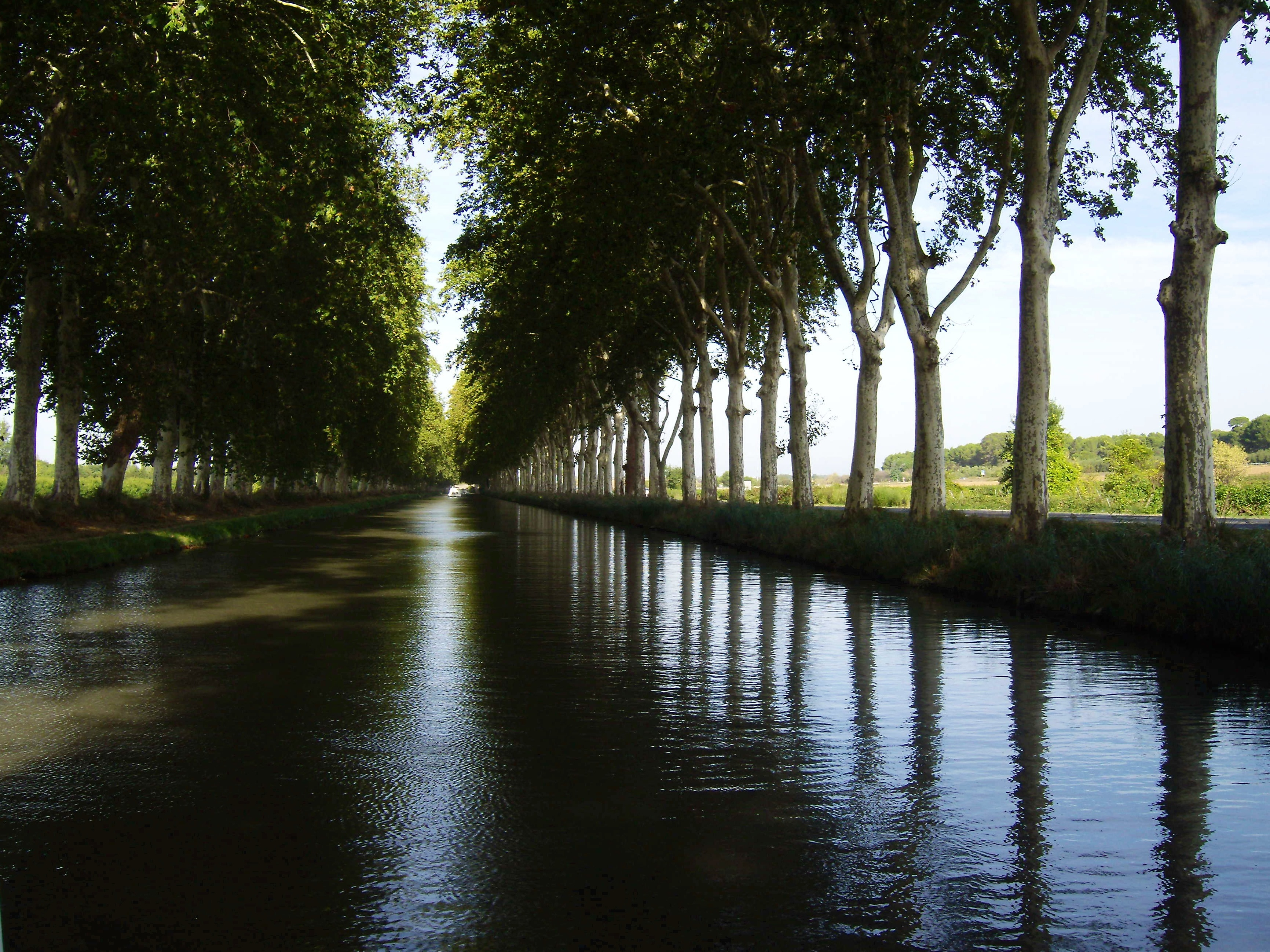
Les platanes du canal du Midi.

Le canal est un long ruban d'eau qui s'étire au milieu du paysage et attire de nombreuses espèces animales. Plusieurs espèces de poissons comme les brèmes s'y reproduisent mais aussi des espèces comme les carnassiers qui viennent des rivières alimentant le canal. Des mollusques comme des anodontes, sorte de moules d'eau douce, ou des corbicules, sortes de coques d'eau douce, sont aussi présents dans les eaux du canal. Des ragondins et des rats musqués aiment également creuser des terriers dans les berges. Enfin, de nombreuses espèces animales viennent boire l'eau du canal.

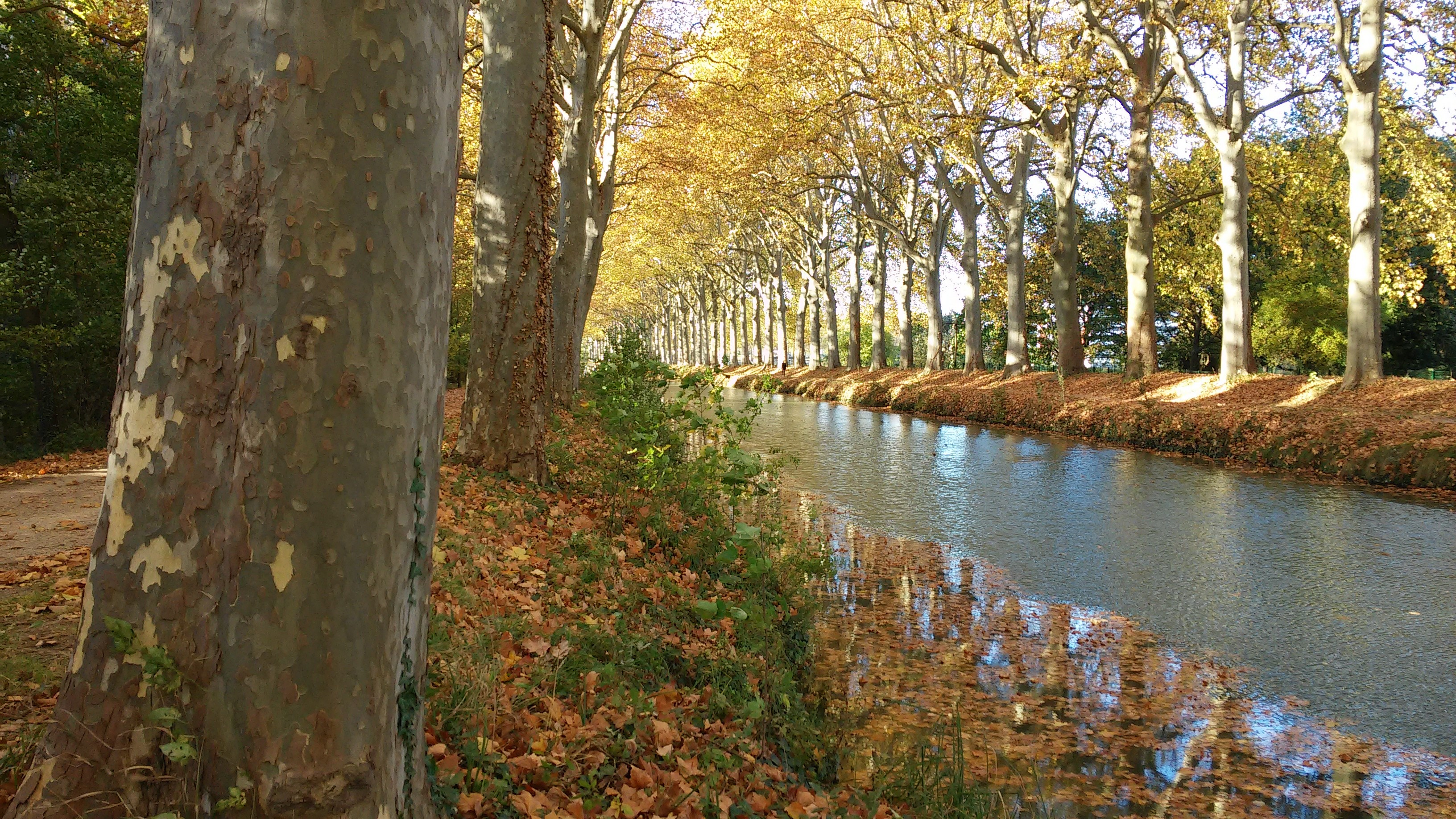
Le canal du Midi, à Ramonville.

C'est aussi un lieu très végétalisé. À l'origine, Pierre-Paul Riquet plante des arbres pour stabiliser les berges du canal, surtout là où il est en surplomb des terrains avoisinants. Le saule est très utilisé pour sa croissance rapide. L'ingénieur plante aussi du côté du canal des iris pour réduire l'éboulement de ses berges. Au XVIIIe siècle, les arbres plantés le long du canal deviennent une source de revenu. Ainsi, des mûriers sont plantés pour l'élevage de vers à soie. Puis, avec la fin de la culture de la soie en 1772, les mûriers sont remplacés par le peuplier d'Italie plus productif en bois. Les ouvrages et les maisons d'éclusiers sont agrémentés d'arbres fruitiers. À la Révolution, les plantations autour du canal représentent environ 100 000 arbres alors qu'il n'y en a que 45 000 à l'origine. C'est sous l'Empire qu'on commence à planter des platanes, aujourd'hui la variété dominante le long du canal (42 000), pour remplacer les arbres coupés.
Cependant, depuis plusieurs années, les platanes du canal du Midi sont atteints par le chancre coloré, une maladie provoquée par un champignon microscopique, le Ceratocystis platani. Les premiers foyers sont détectés en 2006. Le nombre de platanes infectés atteignant 83 en 2008 et 153 en 2009, des campagnes ponctuelles d'abattages sont menées pour tenter d'enrayer la propagation, restées sans effet. De plus, il n'existe aucun traitement efficace contre le chancre. En 2011, 211 foyers et 1 338 arbres malades sont identifiés. À terme, les 42 000 platanes du canal du Midi doivent être abattus et remplacés par d'autres essences : chêne chevelu (essence jalon que l'on retrouvera régulièrement le long du canal), érable plane, tilleul à grandes feuilles et tilleul à petites feuilles, peuplier blanc, charme-houblon, micocoulier, pin parasol et autres espèces adaptées aux lagunes.

## Le canal du Midi comme modèle
Le canal du Midi s'inscrit dans les grandes réalisations de la fin du XVIIe siècle. Il s'inscrit aussi dans la pensée de René Descartes qui pense que la Nature ne peut pas être contrecarrée mais qu'il faut l'utiliser, se l'approprier au sein de son système. C'est le « monde-machine » pour Descartes. Riquet a ainsi compris le système hydraulique de la montagne Noire et a su le contrôler pour servir le canal du Midi. Le roi Louis XIV qui en est le commanditaire laisse ainsi une marque de sa volonté de grandeur.
Adam Smith étudiera la gestion du Canal lors de son séjour à Toulouse en 1764.
Le canal est aussi magnifié par l'Encyclopédie ou Dictionnaire raisonné des sciences, des arts et des métiers de Denis Diderot et Jean Le Rond d'Alembert en 1765, qui en relève l'utilité et la grandeur. Il le compare aux constructions romaines. Un autre encyclopédiste, Joseph Jérôme Lefrançois de Lalande, loue la réalisation architecturale et hydraulique dans son œuvre Des canaux de navigation et spécialement du Canal de Languedoc en 1778. De même, Bernard Forest de Bélidor félicite le concepteur dans Architecture hydraulique. Le canal devient un exemple en Europe car il reste pendant tout le siècle des Lumières le seul canal européen de cette taille:88.
Enfin, l'Américain Thomas Jefferson, homme politique, architecte et futur président des États-Unis, vient étudier le canal du Midi en 1789. Alors, ambassadeur des États-Unis en France, il envisage en effet, la réalisation d'un ouvrage similaire pour relier le fleuve Hudson au lac Érié, le canal Érié.

## Les personnalités liées au canal
- Pierre-Paul Riquet, concepteur du canal du Midi. Il obtient du roi la propriété et l'exploitation du canal du Midi à vie pour lui et ses descendants. Il meurt en octobre 1680 avant la fin des travaux.
- Jean-Baptiste Colbert, contrôleur général des finances du roi Louis XIV, chargé par le roi d'évaluer le coût et la faisabilité du projet de Pierre-Paul Riquet.
- Sébastien Le Prestre de Vauban, ingénieur et architecte du roi qui réalise de nombreuses améliorations sur le canal du Midi entre 1685 et 1686.
- François Andréossy, proche collaborateur de Pierre-Paul Riquet qui le seconde durant tous les travaux. Il mène à bien la fin des travaux après la mort de Pierre-Paul Riquet.
- Louis Nicolas de Clerville, ingénieur français qui contrôle et surveille l'avancement des travaux. Il aide et conseille Riquet durant les travaux.